# Bisericile rupestre din Munții Buzăului
Bisericile rupestre din Munții Buzăului reprezintă un complex de vestigii ale unor construcții rupestre cu funcții dominante cultice și de refugiu, a căror origine coboară uneori până în preistorie, situate în zona arcului sud-estic al Carpaților în principal în zona Culmii Ivănețu, dar și pe dreapta Buzăului în Masivul Siriu, precum și în zona adiacentă din Subcarpații de Curbură (Dealurilor Botanului) pe un areal cu o lungime de peste 80 km. Cea mai mare densitate se întâlnește în împrejurimile comunelor Bozioru, Colți, Cozieni și Brăești, iar în număr mai mic pe raza comunelor Cătina și a satelor Sibiciu, precum și a orașului Nehoiu. În total sunt aproximativ 30 de astfel de amenajări actual identificate.
Deși majoritatea acestor construcții cu dispunere izolată par să fi fost săpate în rocă în perioada medievală, cercetările arheologice au evidențiat uneori o serie de urme de locuire care merg până în epoca bronzului - cultura Monteoru sau începutul primei epoci a fierului (Hallstatt). Primele atestări documentare ale acestor construcții au apărut de abia în secolul XVI, moment în care spre mijlocul acestui secol în zona montană a Buzăului s-au afirmat unul dintre curentele monastice ortodoxe: anahoretismul - exprimat prin amenajarea de biserici și chilii săpate în piatră.
O parte din aceste ansambluri rupestre au fost folosite în scopuri religioase - ca lăcașuri de cult, chilii sau locuri de rugăciune, cele mai cunoscute fiind schiturile Aluniș (funcțional și în prezent) și Agaton. Totodată, în unele dintre peșterile din zonă se întâlnesc inscripții și desene rupestre, cu tematică preponderent creștină. Insuficiența informațiilor documentare și aspectul de multe ori straniu sau romantic al complexelor rupestre au iscat o întreagă literatură ce a propus datarea lor atât în preistorie, cât mai ales în perioada de început a creștinismului în secolele III-IV. Opinii diverse și controversate, afirmă existența dovezilor arheologice rupestre asociate creștinismului primar, în timp ce afirmații bine susținute documentar certifică arealul drept vatră de mărturisire creștină mai târziu − spre jumătatea celui de-al doilea mileniu. O teorie cu susținere incertă vehiculează ideea că în zona Buzăului ar fi acționat misionarul Audius – întemeietorul sectei Audienilor. Unii dintre cercetătorii locali susțin chiar opinia că unele dintre aceste situri au servit drept sanctuare dacice.
Alături de funcția cultică, locațiile au folosit și pentru refugiu, fiecare dintre cele două destinații fiind susținută atât de dispunerea izolată și de existența unor inscripții, cât și de mențiuni documentare medievale. În mod indirect, bisericile rupestre de aici au influențat dinamica așezărilor umane. Apariția unor pustnici izolați a determinat existența unor mici schituri și, ulterior a unei comunități monahale înfloritoare în timpul perioadei feudale. Organizarea inițială de tip anahoretic a fost înlocuită cu ajutorul intervențiilor voievodale într-una cenobitică, transformând viața pustnicilor. Au fost înființate aici mănăstiri cu rol coordonator, unele dintre acestea fiind succesoare ale unora dintre schituri. Acest din urmă fapt a contribuit la dispariția lor, deoarece odată cu secularizarea averilor mănăstirești în 1864, comunitățile monahale s-au dizolvat. Acestea au lăsat în urmă mici cătune, care au intrat odată cu extincția vieții monahale în declin și, au supraviețuit cel mai mult până în primele două decenii ale secolului XX. 
Deși pentru zona în cauză denumirea de "Athosul Românesc" este folosită în unele medii de informare, comparația nu are susținere în realitate.  
În principal, DN10 Buzău-Brașov oferă acces spre zona siturilor.  Arealul fiind sălbatic și vast, adesea marcajele și hărțile se dovedesc inutilizabile. Așezămintele sunt accesibile pe jos sau cu calul. Există câteva persoane care pot face serviciul de călăuză. În cea mai mare parte lipsesc traseele turistice marcate și omologate, însemnările, indicatoarele și promovarea profesională a acestor locuri.

## Localizare
Bisericile sunt un complex de vestigii rupestre – cu origine preponderentă medievală, localizate în zona Munților Buzăului împreună cu zona subcarpaticã respectivă pe o lungime de peste 80 km, mai ales în împrejurimile comunelor Bozioru, Colți, și Brăești (Satul Ruginoasa). Alte amenajări similare mai sunt atestate și pe raza comunelor Cozieni, Cătina și Sibiciu, precum și pe raza orașului Nehoiu. În total sunt aproximativ 30 de astfel de amenajări, care au servit atât ca spații de locuit cât și ca lăcașuri de cult. Datele arheologice evidențiază perioade diferite de locuire, mergând pentru unele dintre locații până în epoca bronzului - cultura Monteoru sau începutul primei epoci a fierului (Hallstatt), atestarea documentară certificând însă doar perioada care începe cu secolul XVI. Arealul în care se află este cuprins între 45,25-45,45 grd. latitudine nordică și 26,20-26,55 de grade longitudine estică.

## Cercetări

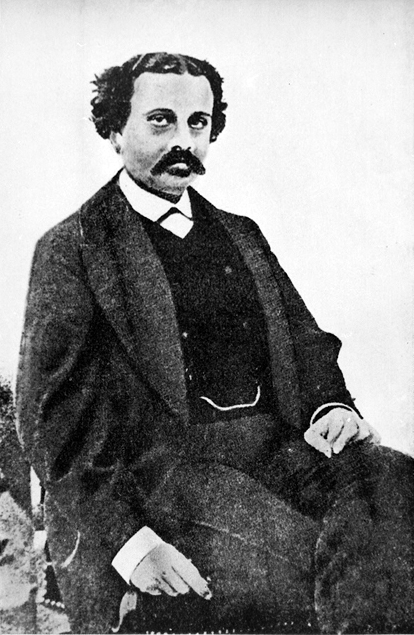
Alexandru Odobescu

Basil Iorgulescu

Primele mențiuni privind existența complexelor rupestre se află în documente ce datează de la jumătatea secolului XVI, emise de către cancelariile voievozilor Țării Românești – cu începere de la Radu de la Afumați și Mihnea Turcitul.
În vara anului 1871 Alexandru Odobescu a avut ideea lansării unui „Chestionar Arheologic”, pe care l-a trimis spre completare primăriilor din Vechiul Regat. Ca urmare a unei reacției prompte a elaborat un „Proiect de Campanie pentru  Explorațiuni Arheologice în Districtul Buzău”, pe care l-a pus în practică în același an, când a făcut primele cercetări din această zonă însoțit fiind de pictorul elvețian Henri Trenk. Cei doi au realizat un album de relevee și acuarele, păstrat la Cabinetul Stampe al Bibliotecii Academiei Române.
Primul cercetător care a analizat cu atenție așezările rupestre încercând totodată să le popularizeze, a fost profesorul buzoian Basil Iorgulescu în perioada 1890 – 1891. În anul 1892 a publicat „Dicționarul geografic, statistic, economic și istoric al județului Buzău” ce conține o serie de descrieri amănunțite, precum și observații asupra inscripțiilor pe care, parțial, le-a descifrat.

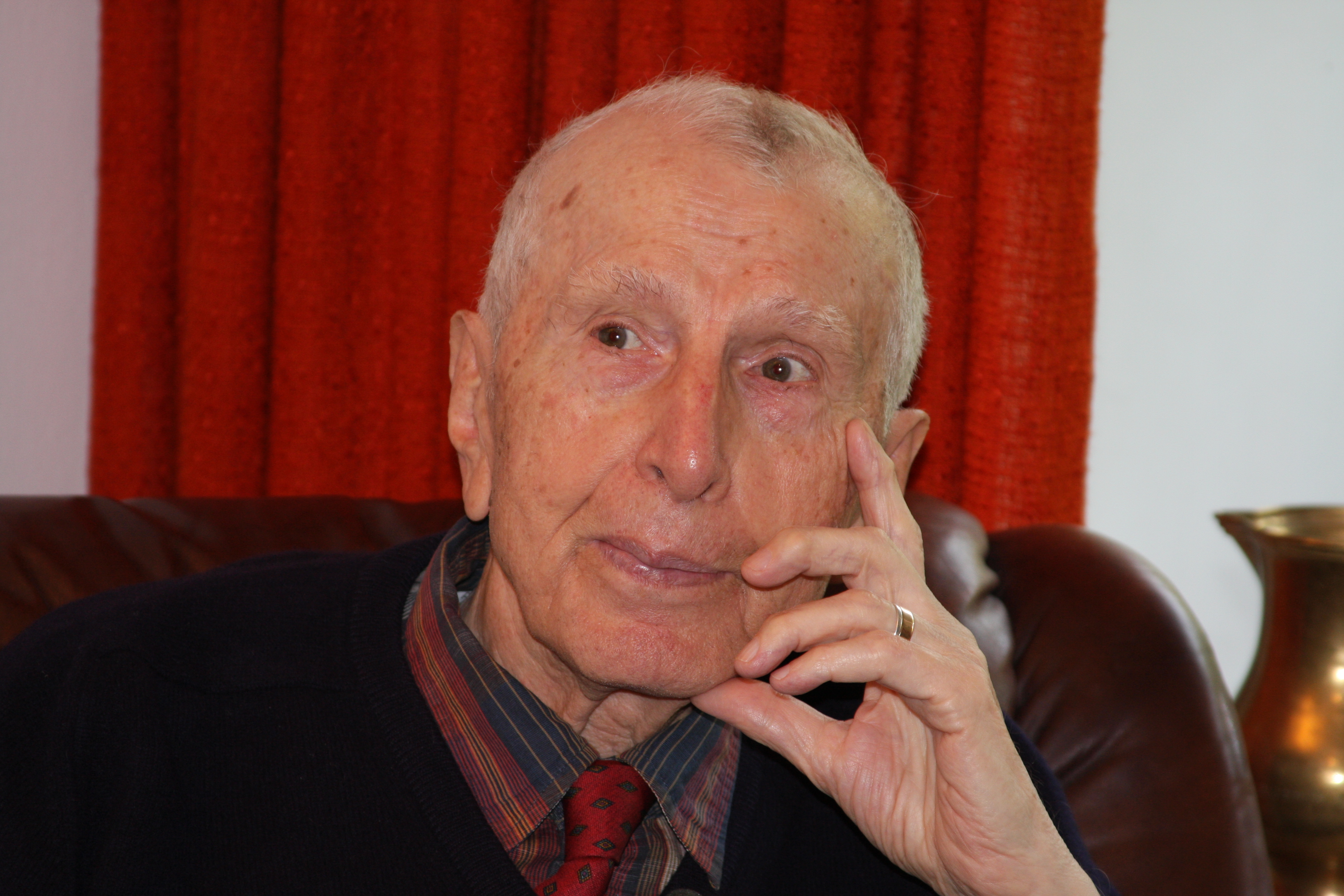
Pavel Chihaia

Mai târziu în Buletinul Comisiunii Monumentelor Istorice, profesorul N.A. Constantinescu a adus date noi printr-un studiu publicat în 1924, iar în perioada 1951-1956 s-au publicat atât hrisoavele voievodale ale domnilor munteni în seria de volume Documente privind istoria României, cât și Condicile Episcopiei Buzăului. Contribuții privind istoria locurilor a adus și Mihai Regleanu cu al său Indice cronologic, cât și Nicolae Stoicescu prin Bibliografia localităților și monumentelor feudale din România, punctul de cotitură constituindu-l însă Pavel Chihaia cu articolele Un complex de sihăstrii din Munții Buzăului din vremea lui Neagoe Basarab și Date noi despre bisericuțele rupestre din Munții Buzăului. În anii '80 ai secolului XX s-a afirmat arheologul Vasile Drâmboceanu, Vasile Boroneanț și inginerul Paul Lazăr Tonciulescu.

## Cadrul fizico-geografic
Așezările rupestre din arealul Bozioru (Nucu) - Brăești (Ruginoasa) - Colți (Aluniș) se găsesc localizate pe culmea Ivănețu, pinten paleogen orientat nord–est sud–vest care prelungește zona montană și, care se menține în general la circa 1000 m, doar câteva vârfuri mai importante formate din gresie depașind această cotă . Dintre ele, în apropiere, se află vârfurile Arsenie (1115m) și Zboiul (1115m). Căile de comunicații converg pe firele văilor tributare dinspre vest spre est bazinelor hidrografice ale Sibiciului (Colți – Aluniș) și Bălănesei (Bozioru – Nucu și Brăești – Ruginoasa), care odată cu ieșirea din arealul montan intră în grupa centrală a subcarpaților Buzăului dintre apele Buzăului și Slănicului - dealurile Botanului. Activitatea de săpare a unor grote locuibile, a fost facilitată de caracterul friabil al gresiei de Kliwa, aflată în areal.
Arealul Cozieni - Pănătău aparține dealurilor Botanului și, dintre acestea, dealurilor Muscelului (dintre văile Sibiciu și Bălăneasa). iar peșterile de lângă Nehoiu se află fie pe dreapta Buzăului în Masivul Siriu fie pe stânga acestuia (pintenul Ivănețu).

## Contextul istoric, religios și canonic

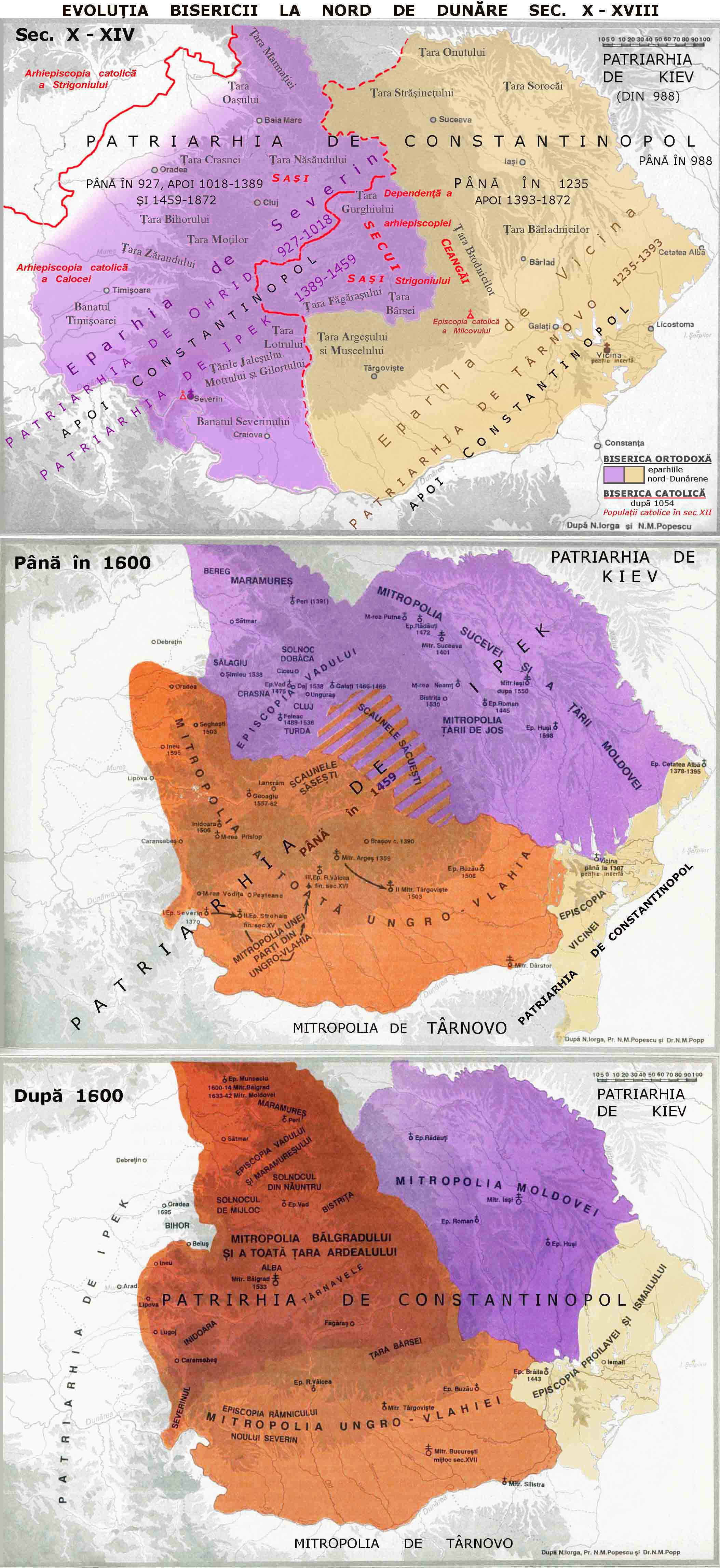
Evoluția bisericii în țările române înainte de înființarea Bisericii Ortodoxe Române, după Iorga, Popescu și Popp

Dacia romană

### Perioada păgână
Între valea Buzăului și valea inferioară a râului Siret a existat o uniune de triburi getice.

### Perioada pre-creștină și paleo-creștină
În epoca romană când a început pătrunderea creștinismului la stânga Dunării prin intermediul legiunilor romane, zona Buzăului a reprezentat locul pe unde s-a făcut legătura circulației bunurilor materiale dintre Dobrogea (încorporată în Moesia Inferior) și Transilvania (Dacia Romană). Conform opiniilor – subiect de controversă – ale unora dintre istorici, o parte din așezările rupestre din zona Aluniș – Nucu pot fi datate în epoca de afirmare a creștinismului în stânga Dunării, cu alte cuvinte în secolele III – IV d. H.

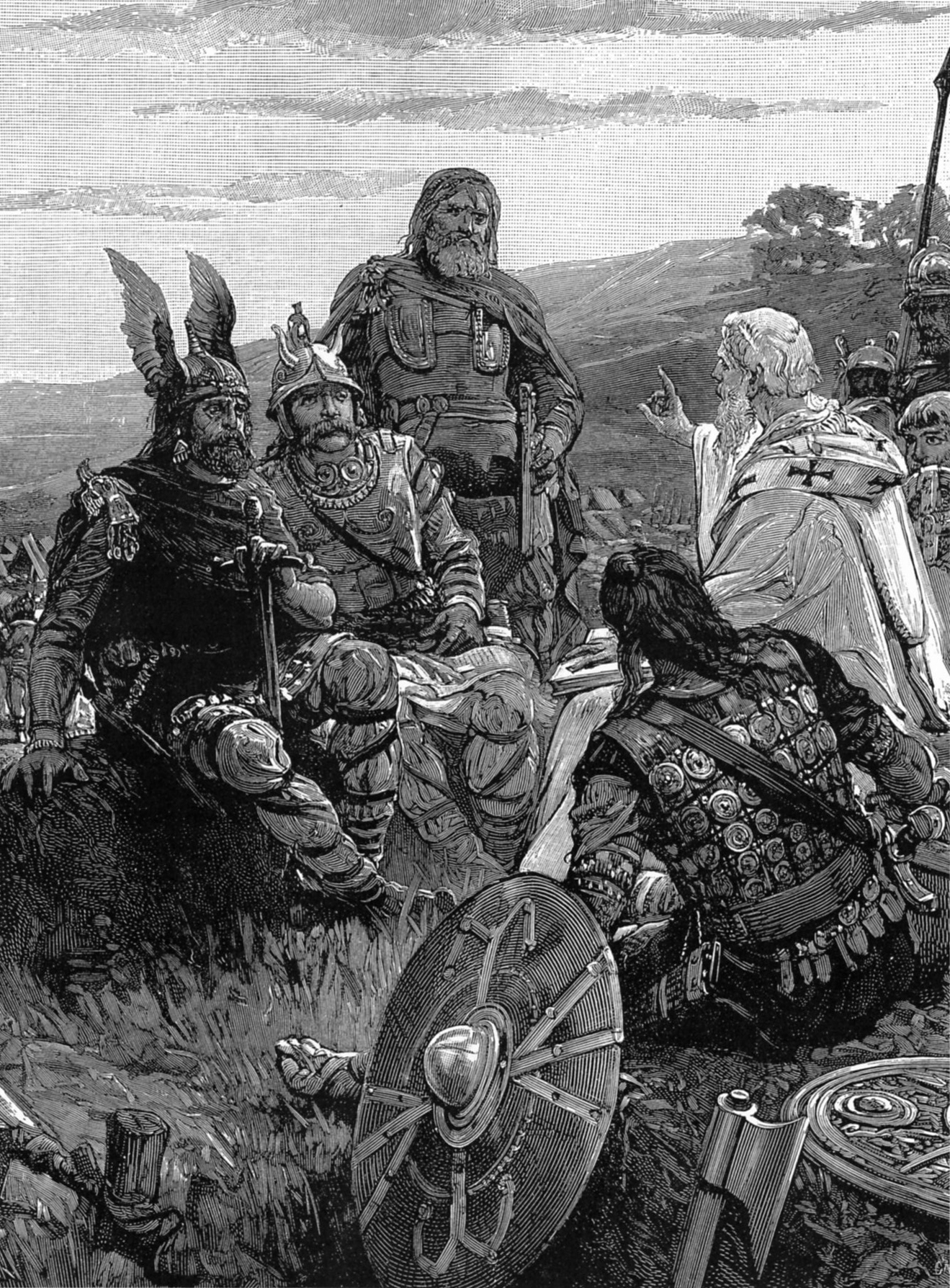
Wulfila predicându-le Evanghelia goților
(litografie cca. 1900)

Este dincolo de îndoială faptul că pe valea Buzăului au existat în acea epocă creștini, precum au existat și o viață bisericească organizată, cu biserici, preoți și episcopi.
Predicat la stânga de Dunăre de o misiune ortodoxă deosebit de activă, dirijată atât de autoritățile eclezistice din Scythia Minor, cât și din Cappadocia prin grija sfântului Vasile cel Mare creștinismul s-a răspândit printre migratorii Goți, motiv de apariție însă de tulburări cauzate de convertirea la arianism. Continuator al credințelor și tradițiilor germanice păgâne, Athanaric a dispus persecutarea sângeroasă a goților creștini (între victime a fost și martirul Sava Gotul, cunoscut ca „Sfântul mucenic Sava de la Buzău”). Ca efect, primul episcop arian Wulfila (Ulfilas) în anul 348 s-a retras din cauza persecuțiilor cu un grup de credincioși în partea de nord a actualei Bulgarii.

### Perioada migrațiilor

Hartă – controversată – a direcțiilor de migrație pe teritoriul României

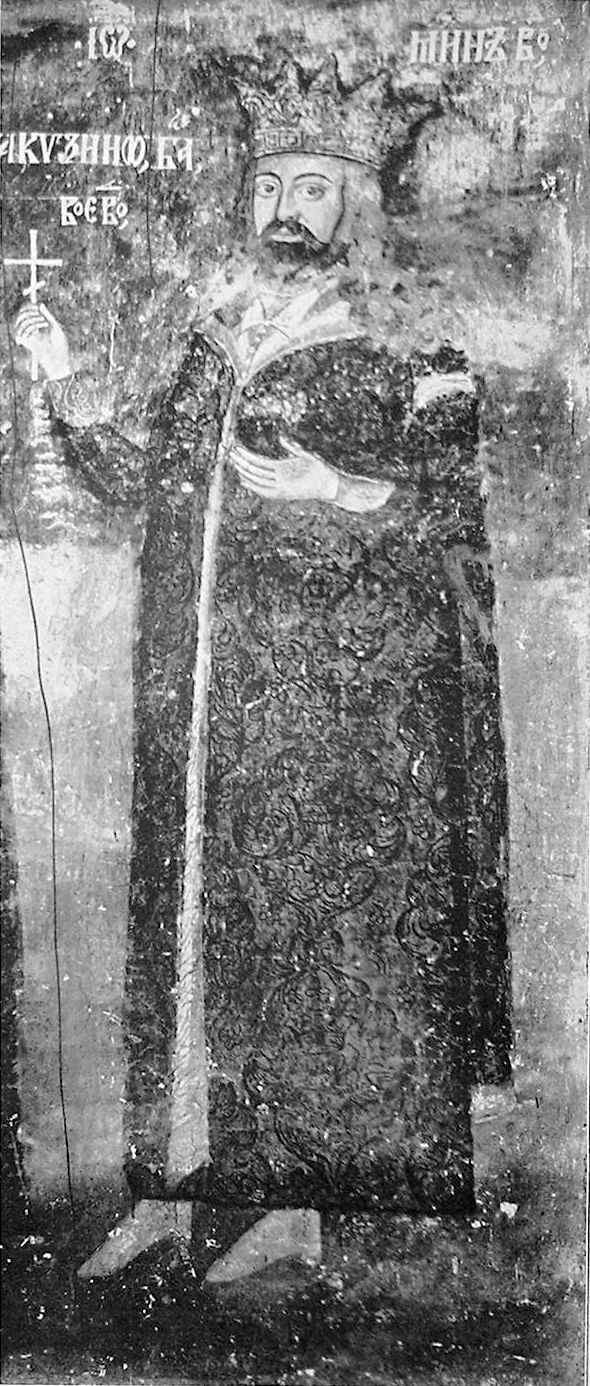
Mihnea al II-lea Turcitul

Ca urmare a plecării lui Ulfilas în sudul Dunării, nu a avut loc o dezorganizare completă a instituției Bisericii – pe plan local, acestuia succedându-i drept episcop Goddas, păstor al turmei de credincioși între anii 347-380.

### Perioada medievală
Existența schiturilor rupestre Agaton, Aluniș, Fundătura, Porfirie și Sf. Ioan Bogoslovul a precedat consemnarea acestora în 1578 într-un act de danie al lui Mihnea al II-lea Turcitul către mănăstirile Motnău, Agaton și Ioan Bogoslav. Dovezile indică faptul că apariția lăcașurilor cu funcții cultice creștine poate fi luată în calcul începând cu secolul XIII, odată cu intervalul iradierii isihaste de la Kilifarevo (1346-1371).

### Misionarismul catolic
Aflați în prima parte a celui de-al doilea mileniu în relație apropiată cu coridoarele de penetrație ale populațiilor nomade spre Europa Centrală și Balcani, Carpații de Curbură au devenit din secolul XIII subiect permanent de interes al regatului maghiar. La acel moment, comunitățile acestui teritoriu destul de slab locuit și controlat anterior mai întâi de triburile pecenege și mai apoi de cele cumane, se aflau supuse unei duble influențe. Astfel, misionarismul catolic promovat de autoritatea statală maghiară (soldat cu convertirea a două căpetenii cumane și înființarea unui Episcopii a Cumaniei cu reședința probabilă pe râul Milcov), s-a confruntat cu influența ortodoxă din spațiul pontic.
Șocul marii invazii mongole din 1241 a produs reculul expansiunii maghiare, toleranța religioasă mongolă oferind o egalitate de șanse tuturor cultelor practicate.

### Misionarismul ortodox

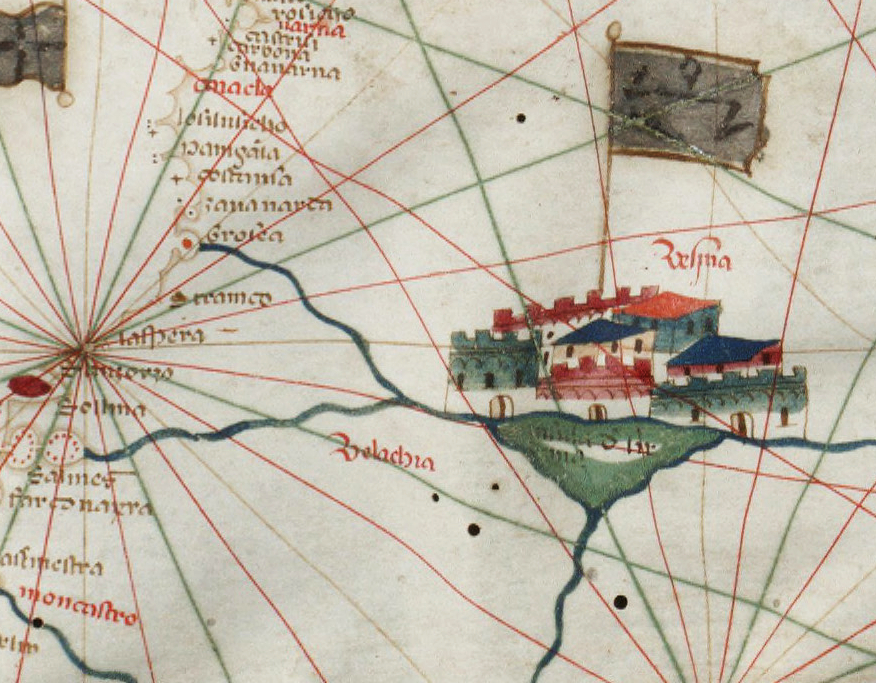
Vicina astfel cum a fost înfățișată în nordul Dobrogei pe una dintre hărțile lui Petrus Roselli din secolul al XV-lea, într-un ghid de pilotaj maritim costier.

În contextul existent după 1241, existența în proximitate a episcopiei ortodoxe la Vicina (ridicată ulterior la rangul de mitropolie în timpul domniei lui Mihail al VIII-lea Paleologul (1258-1282) a consolidat autoritatea religioasă răsăriteană.În această perioadă teritoriile respective (vasale ale regatului ungar până la bătălia de la Posada din 1330), erau păstorite de Patriarhia Constantinopolului prin intermediul Episcopiei de la Vicina, aflată într-o cetate - port dobrogeană al cărui amplasament este încă discutat de arheologi.

### Isihasmul

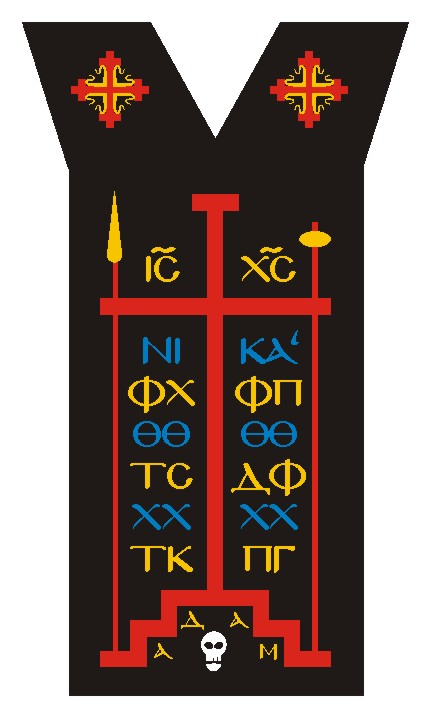
Veșmânt sacramental purtat de isihaști

Intre anii 1346-1371 s-a făcut simțită în Țara Românească influența isihasmului atonit și sinait, generat de sfinții Grigore Palamas și Grigore Sinaitul de la Mănăstirea Paroria cu ucenicii săi Dionisie și Teodosie, egumenii Mănăstirii Kilifarevo din Munții Balcani.
Etapa medievală a schiturilor de piatră Alunișu – Nucu a început în intervalul iradierii isihaste de la Kilifarevo, deși este posibil ca funcția lor de lăcașuri de cult să fie mult mai veche. Mai târziu, În acest context, explozia demografică și saltul cultural realizate după crearea structurii statale a statului muntean, au adus teritoriul Buzăului deja integrat până la poziția de provincie, care a contrabalansat la nivel confesional organizarea Episcopiei Râmnicului cu cea a Buzăului.. Episcopia Buzăului  a fost înființată în primii ani ai secolului al XVI-lea și odată cu apariția sa a reprezentat un veritabil cap de pod pentru arhitectura religioasă de la curbura Carpaților.

### Anahoretismul
În zona montană a Buzăului s-a afirmat spre mijlocul secolului XVI, unul dintre curentele monastice ortodoxe: anahoretismul - exprimat prin amenajarea de biserici și chilii săpate în piatră. Acestea au scăpat documentelor istorice scrise în mare parte, pe fondul vieții monahale caracterizate de apostolat fără predică și trai fără discipoli.
„Creștinismul – în esență urban la origini, a determinat în practicanții Bisericii timpurii dorința de a se retrage din viața păcătoasă a orașului și de a contempla pe Dumnezeu în singurătate. Iisus Hristos însuși a petrecut patruzeci de zile în pustie. Eremiții și anahoreții s-au distins inițial prin ceea ce au ales să fie. Dacă un eremit trăia retras în pustie, un anahoret alegea să trăiască izolat într-o structură care făcea parte dintr-o biserică sau se afla în apropierea unui localități. Modul de organizare monahal al anahoreților este caracterizat de practicarea unui ascetism sever. El presupune o etapă premergătoare menită să ducă la o bună cunoaștere a vieții marilor anahoreți, prin citirea scrierilor patristice. Ulterior pentru cei tunși deja în monahism, urmează obținerea rangului de ieroschimonah și obținerea acordului superiorului mănăstirii pentru retragerea din obște și organizarea unui trai ascetic; aproape întotdeauna era impusă condiția ca anahoretul să fie periodic supus unei investigații, pentru ca nu cumva să alunece de la dreapta credință.”
Un element caracteristic anahoretismului de pe teritoriul românesc, anume acela al formării unor mici comunități de pustnici organizați în jurul unui schit principal cu rol funcțional de biserică, a fost ilustrat și în arealul rupestru din zona Buzăului. În cadrul acestor comunități, reunirea s-a făcut doar în timpul duminicilor și de sărbători. În secolul al XIV-lea ca urmare a activității lui Nicodim de la Tismana, monahismul din Țara Românească a fost reorganizat, însă aceasta nu a afectat imediat părțile nordice ale Buzăului. De abia în a doua jumătate a secolului al XVI-lea au apărut aici modificări semnificative, care au marcat tranziția de la modul de organizare anahoretic al vieții religioase la cel cenobitic.
Ca urmare a daniilor făcute de voievozii Țării Românești, situația locală a sihăstriilor s-a îmbunătățit, ele transformându-se în chinovii unde viața monahilor s-a desfășurat în comun. Din acest punct de vedere, actul de danie din 1857 al lui Mihnea al II-lea Turcitul către mănăstirile Motnău, Agaton și Ioan Bogoslav a fost atât o marcă a intervenției voievodale în ceea ce privește tranziția modului de organizare al comunității religioase, cât și o documentare a existenței mai multor călugări la – acum fostele schituri, cea ce a subliniat caracterul mânăstiresc al acestora în acea epocă.
Intervențiile episcopale și cele ale conducerii laice au reprezentat următoarea etapă de tranziție, care a transformat schiturile și sihăstriile de sine stătătoare în organe comunitare cu o viață mai stabilă. Acestea au fost împroprietărite și li s-a acordat dreptul de a tăia pădurea.
Invazia tătară din 1596 a dus la distrugerea mănăstirilor și împrăștierea călugărilor. În același an Mihai Viteazul pentru a reorganiza zona, a hotărât fondarea unei mănăstiri închinată Sfântului Gheorghe, în mijlocul comunității monahale din nordul Buzăului, cu rolul de a coordona toate schiturile din jur.
În mod indirect, existența schiturilor rupestre pe plan local a influențat pe cea a așezărilor umane, deoarece au avut tendința de a coagula în jurul lor comunități rurale.

### Perioada modernă

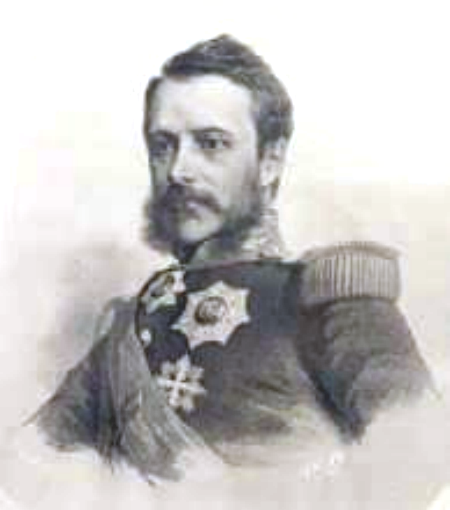
Alexandru Ioan Cuza, sub conducerea căruia proprietățile bisericilor și mănăstirilor închinate, au trecut în proprietatea statului.

Războiul Ruso-Austro-Turc din 1735-1739 a afectat profund viața monahală din zona Buzăului, distrugerile provocate de acesta asociindu-se cu dispariția unora dintre schiturile rupestre.
Dificultățile asociate cu condițiile geografice locale asociate cu numeroasele conflicte teritoriale ale moșnenilor din zonă, au condus la stingerea treptată a vieții monahale reprezentate de comunitățile mici, supraviețuind numai marile mănăstiri. 
Un alt moment nefast pentru existența acestora s-a consumat în 1864, odată cu aplicarea Legii secularizării averilor mânăstirești, când o altă parte au fost dezafectate și viața monahală din această regiune aproape că a dispărut. O parte din locațiile din areal au devenit biserici parohiale, cum s-a întâmplat la Aluniș. Spre sfârșitul existenței fostelor schituri - ulterior transformate în mănăstiri, noi colonii s-au înființat în jurul lor (pe o hartă din 1856 se găsește menționat astfel un sat numit Fundăturile, localizat aproximativ în arealul complexului rupestru, sat care a dispărut ulterior).
Extincția comunităților monahale, a determinat ca micile cătune parțial formate alături de sau împreună cu acestea, să intre în declin, astfel că respectivele mici așezări au supraviețuit cel mult până în primele decenii ale secolului XX.

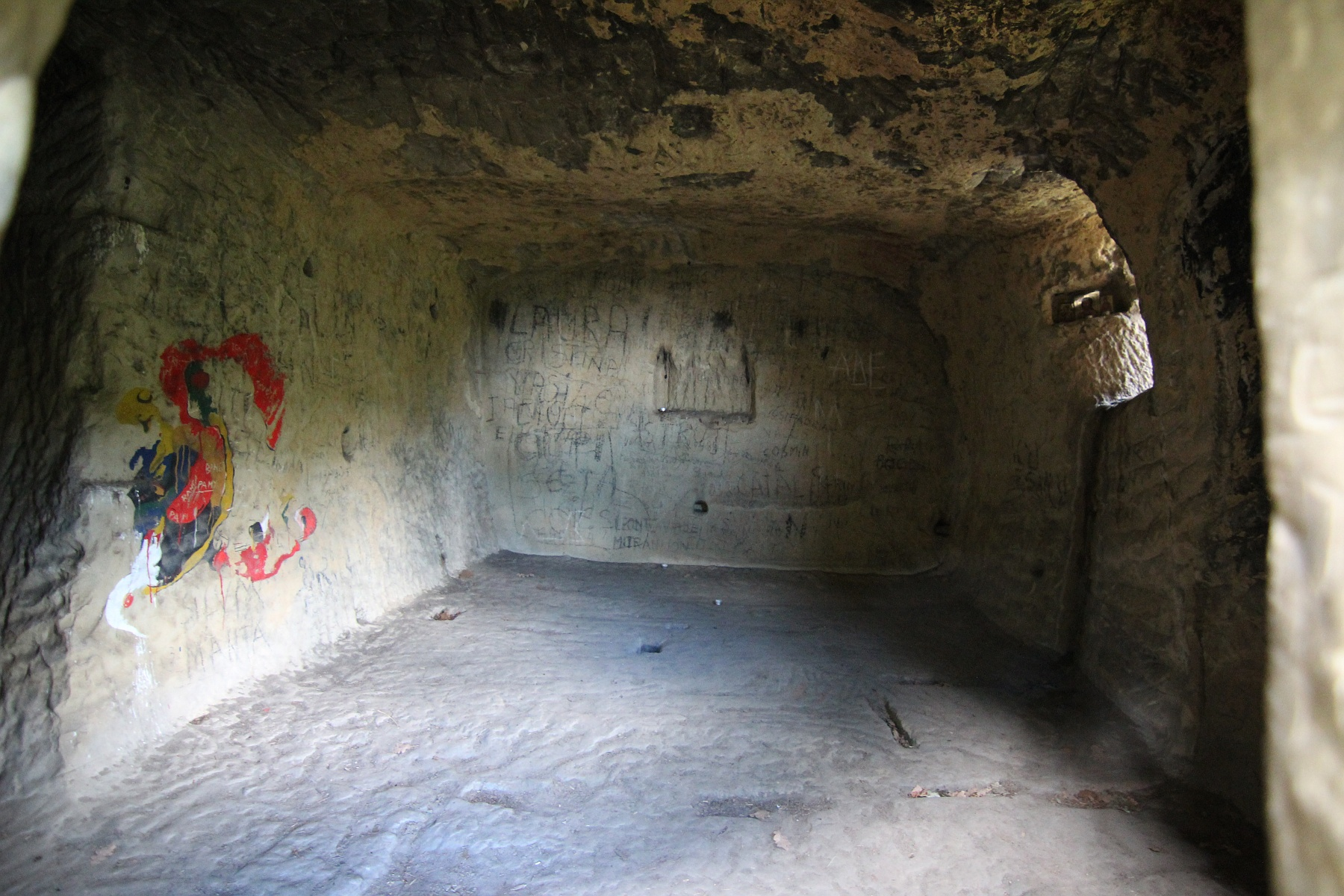
Dovezi de vandalism în peștera lui Dionisie Torcătorul: graffiti.

### Perioada contemporană
Din păcate s-au înregistrat agresiuni asupra așezărilor rupestre: de exemplu o parte din pereții schitului „Peștera" au fost colorați cu spray-graffiti. De asemenea, s-au făcut intervenții neautorizate de modernizare a structurilor, cum s-a întâmplat la biserica schitului Aluniș unde au fost montate geamuri termopan (după ce Direcția de Cultură, Culte și Patrimoniu Național Buzău însă a luat atitudine, precum și la indicația Arhiepiscopiei Buzăului și Vrancei, acestea au fost înlocuite cu ferestre din lemn).

## Areale

### Colți-Bozioru
Între satele Nucu din comuna Bozioru și Aluniș din comuna Colți pe culmile Spătarului și Martirei, se afla cel mai important complex de vestigii rupestre din munții Buzăului.

#### Ansamblul Aluniș
Are cod LMI BZ-II-a-A-02352
Este situat în satul Aluniș. Actual biserică parohială (cod LMI BZ-II-m-A-02352.01), în trecut a fost un ansamblu monahal care, pe lângă biserica rupestră formată din altar, naos, pronaos săpate în piatră și pridvorul de lemn, conținea și 7 chilii rupestre (cod LMI BZ-II-m-A-02352.02) amenajate în același masiv stâncos (Culmea Martiriei), pe două nivele. Bisericuța are astăzi un turn-clopotniță, iar parohia a amenajat o curte și un cimitir. Hramul său este Tăierea capului Sfântului Ioan Botezătorul Unele dintre peșterile cu rol domestic sunt avariate parțial din cauza seismelor care au provocat prăbușiri de bolovani. Sus pe creasta stâncii în care este săpată biserica este cioplit în piatră un jilț, așezat pe o platformă rectangulară. Atât în jurul bisericii cât și în jurul jilțului sunt săpate cruci cu vârste diverse, precum și multiple inscripții.

Deși pisania din 1903 dă - în baza tradiției,ca an de înființare 1277, alte opinii îi situează originea în secolele III-VI, cu toate că reperele cronologice descoperite plasează întemeierea schitului la mijlocul secolului XVI. Tradiția orală pune ctitorirea pe seama a doi laici, ciobanii Simion și Vlad. Existența acestora ca personaje reale este relevată de un act de confirmare din data de 20 iunie 1742 al închinării mănăstirii de la Aluniș - existent în fondul de documente al Episcopiei Buzăului, care enumeră între alte metohuri: 
„„ și schitul Aluniș ce iaste săpat în piatră de Simion și Vlad ciobanii ce l-au închinat ei singuri la sfâ(n)ta Episcopie, în zilele răposatului Serafim episcopul"”
. Perioada monastică s-a încheiat în 1864 când a devenit biserică de mir. În 1903 s-a realizat pictura pe tablă de zinc.

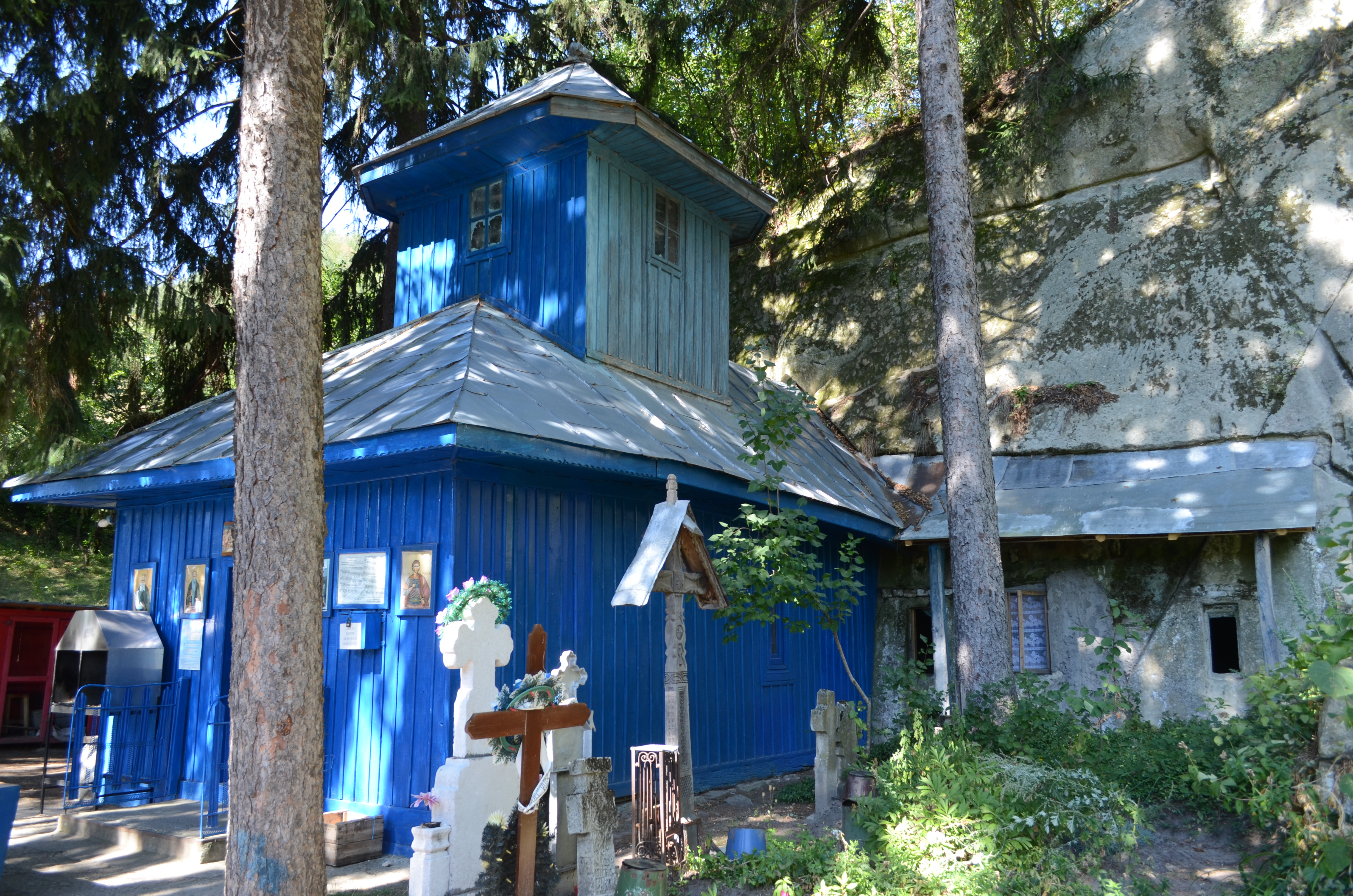
Biserica rupestră "Tăierea Capului Sf. Ioan Botezătorul" de la Aluniș
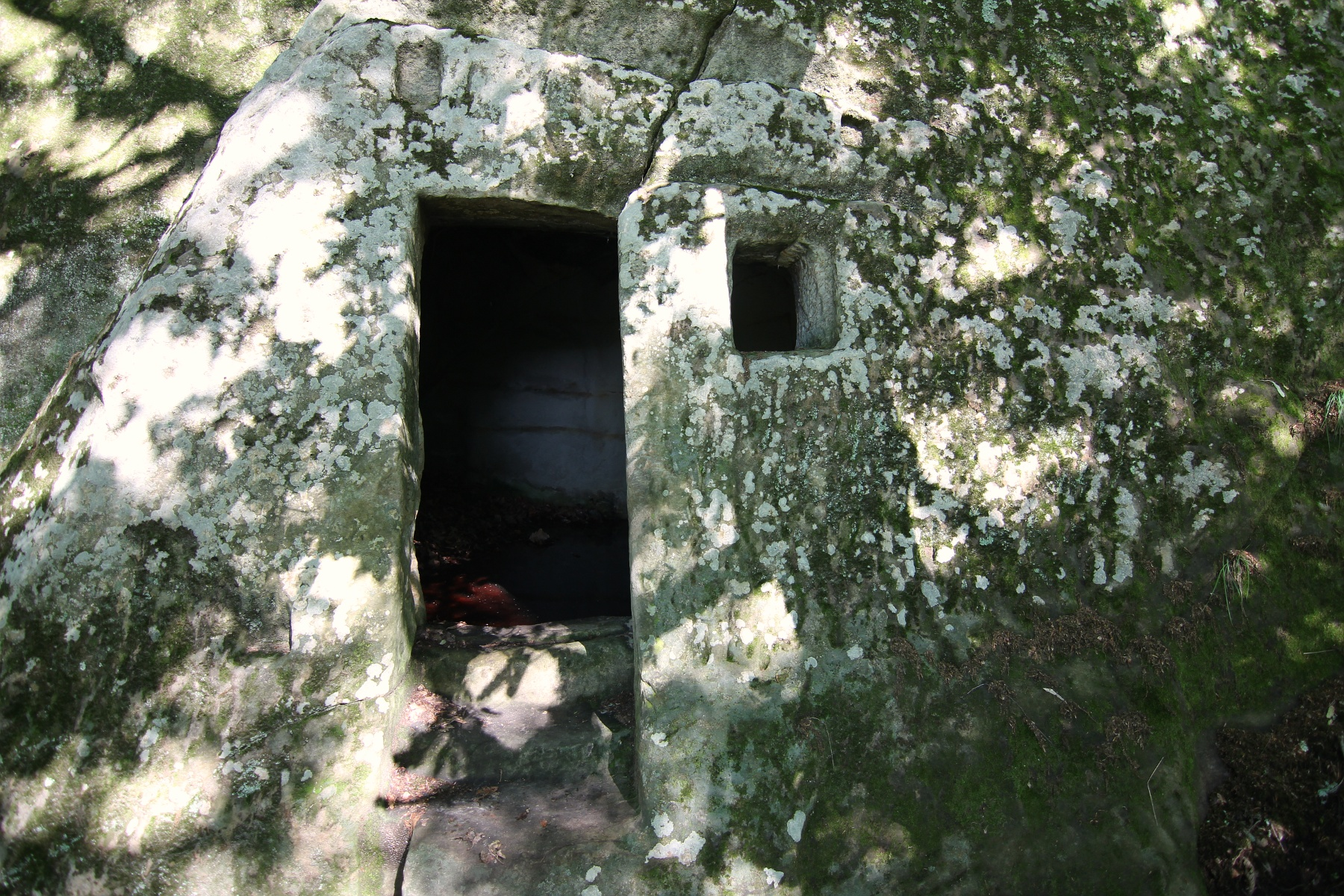
Chilie la Aluniș
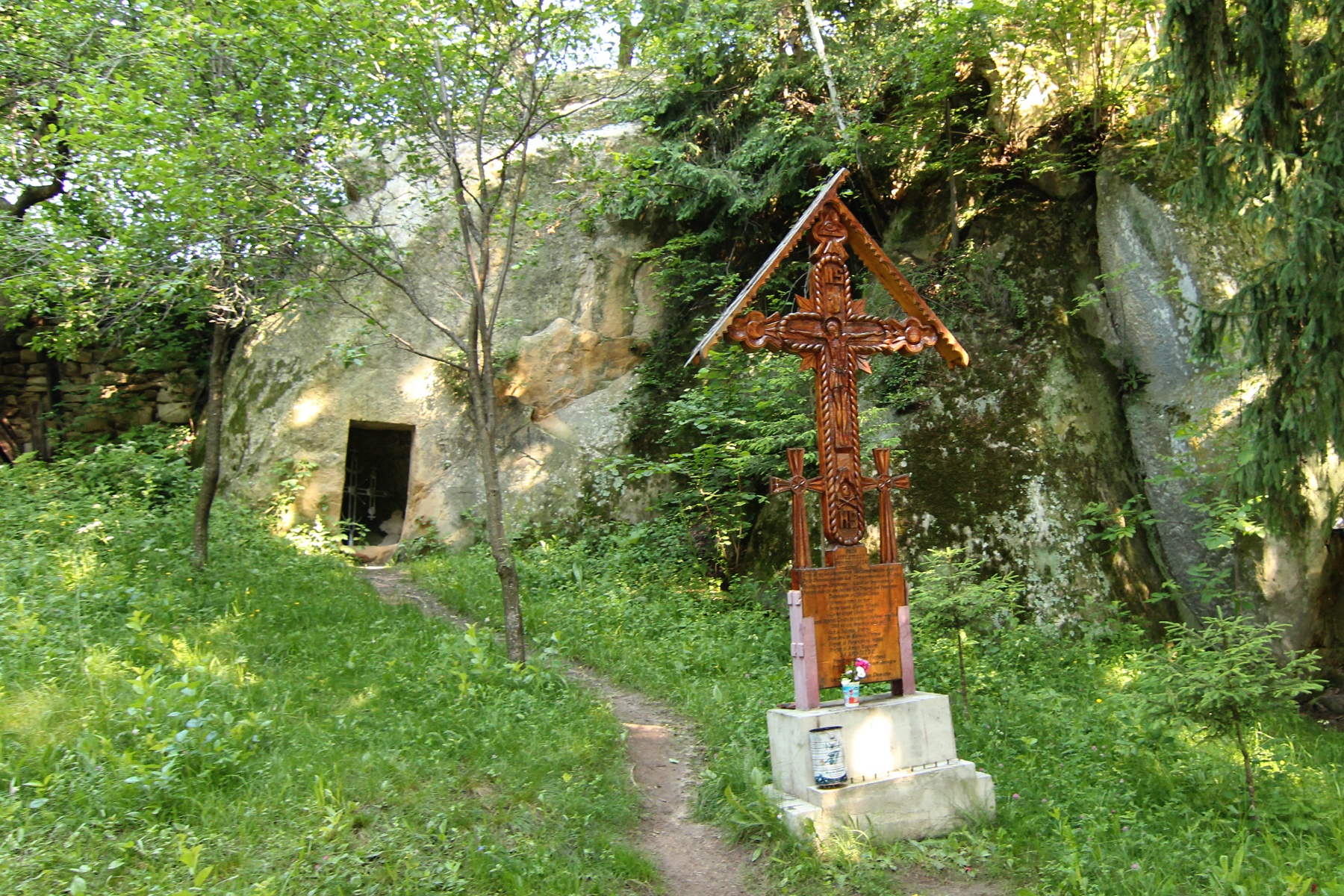
Chilie la Aluniș

#### Schitul Agaton
Locația sa este pe marginea unui povârniș, la 4,5 km nord de satul Nucupe Culmea Spătarului. Din ansamblu, pe lângă  Agatonul Nou mai fac parte Agatonul Vechi și Crucea Spătarului, aflate la 200–300 m. Din fosta așezare se mai păstrează:
- Agatonul Nou cod LMI BZ-II-m-A-02432.11: partea inferioară a unei stânci în care au fost săpate 5 încăperi, dintre care 3 serveau drept naos, pronaos și altar - pentru o biserică, una este situată pe una dintre laturile altarului și, a cincea - aflată sub naos, servea drept beci. Hramul său a fost Sfântul Ioan Zlataust.[59] Din cauza seismelor structura este avariată parțial.[60] Memoria colectivă locală creditează beciul cu rol de  „cameră a fetelor”, unde localnicii și-au ascuns fetele de năvălitori.[62]
- Agatonul Vechi (Darâmătura) cod LMI BZ-II-m-A-02432.02: Este compus din trei încăperi săpate într-un martor de eroziune și a funcționat după dezafectarea Agatonului Nou.[61] La baza abrupturilor în buza cărora se află s-au descoperit oase umane cu urme de calcinație, care i-ar putea coborî perioada de datare în preceștinism.[62]
- Crucea Spătarului sau Crucea lui Agaton: pe plan local i se spune Crucea Spătarului datorită unei legende. Potrivit acesteia  artefactul este datorat spătarului Cristea, în semn de mulțumire pentru ascunzișul oferit de Munții Buzăului lui și familie sale fugare din calea turcilor și, ar fi fost suit în 1821 pe munte prin efortul a 12 perechi de bivoli.[5][63]

Fără a se putea exclude că funcția de lăcaș de cult să fi fost mult mai veche (tehnica cioplirii se aseamănă cu cea folosită la Aluniș, Piatra Îngăurită și Fundătura), existența sa este considerată din secolul XIII. Un pomelnic grafitat existent la Agaton, începe cu Neagoe Basarab și primul episcop al Buzăului. Prima atestare documentară certă provine însă din 1587, deși există date care coboară - indirect, atestarea în anii 1523-1524. Pe fondul Războiul Ruso-Austro-Turc din 1735-1739 mănăstirea a încetat să funcționeze.

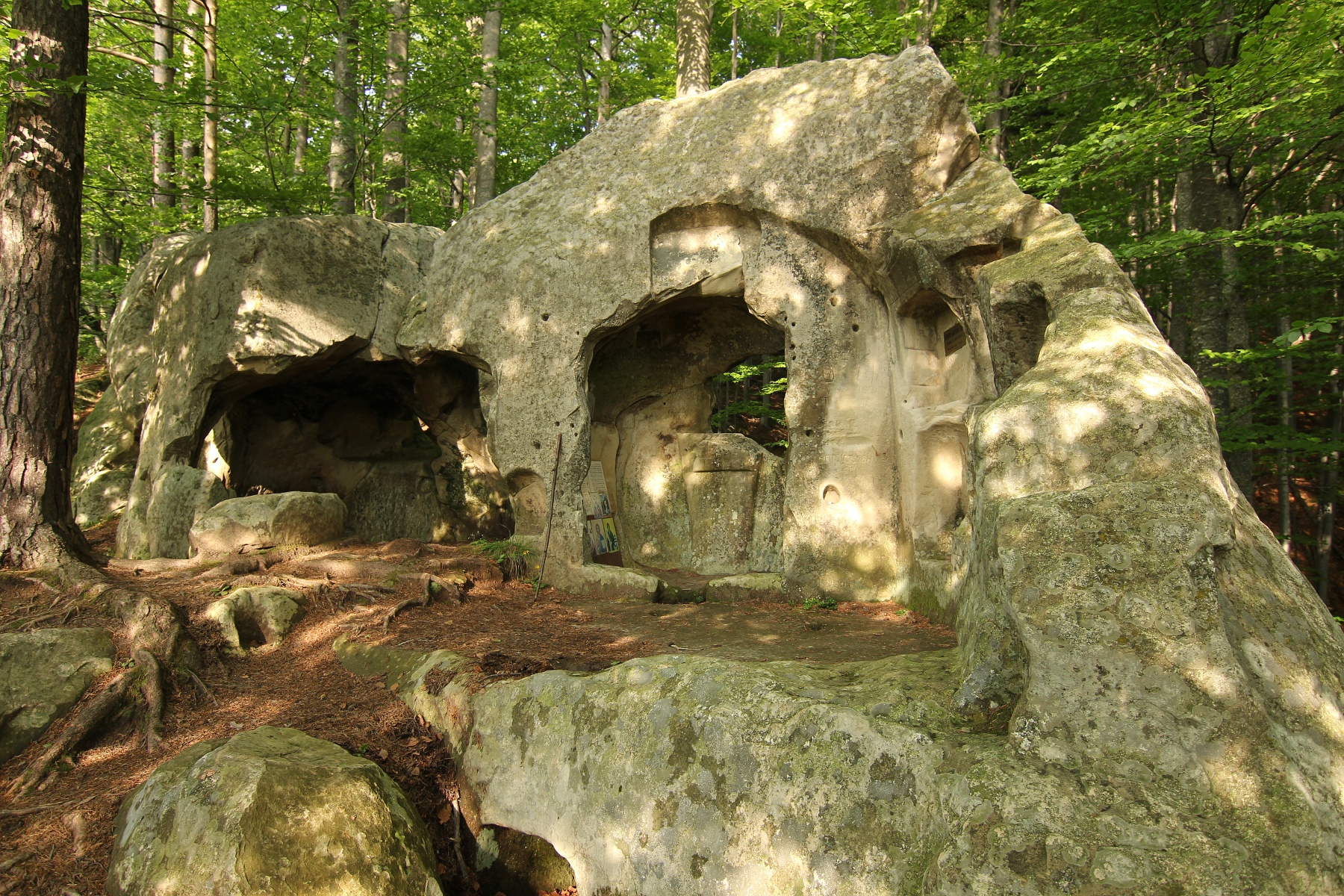
Agatonul Nou
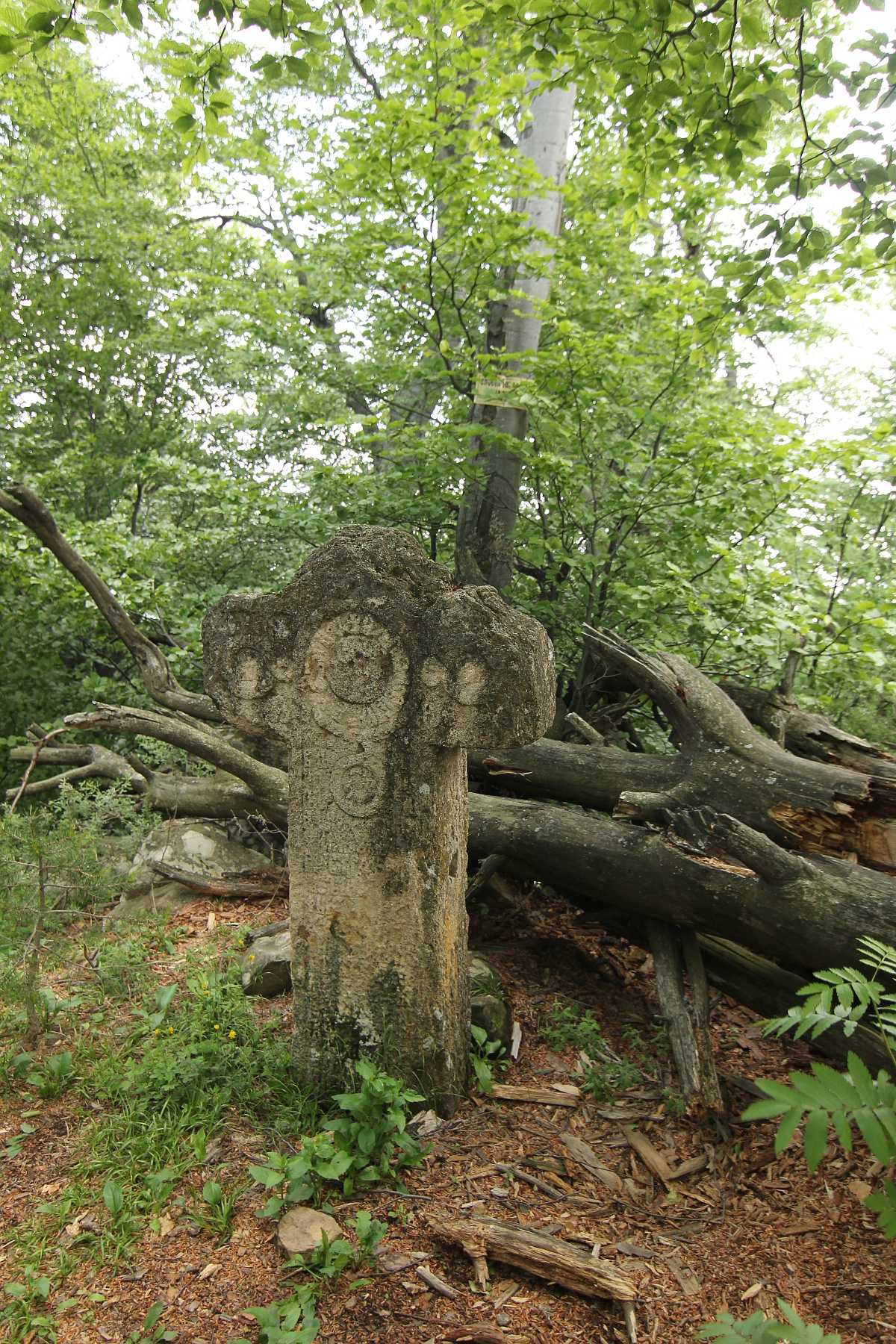
Crucea de piatră de la Agaton
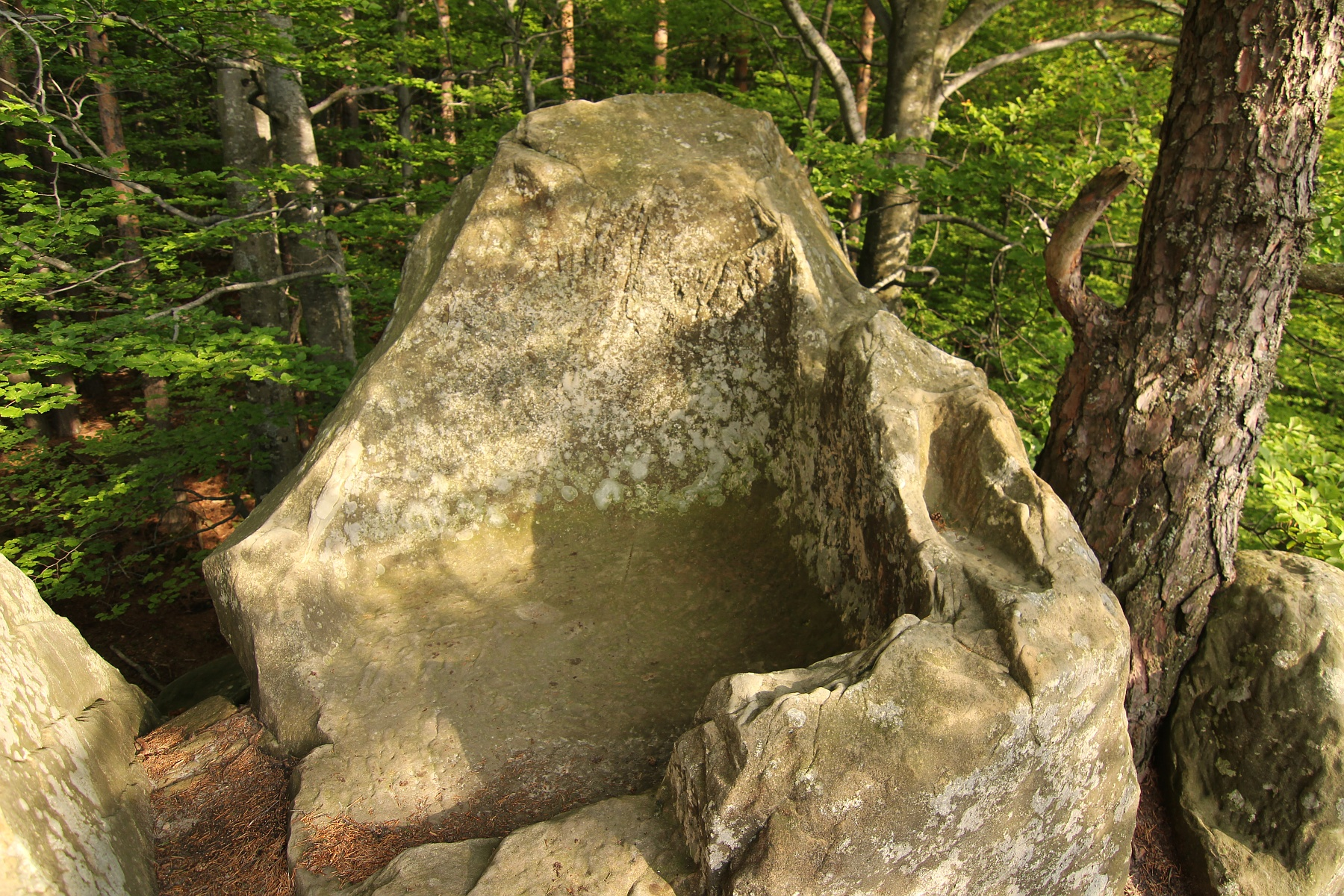
Agatonul Vechi

#### Peștera lui Iosif
Are cod LMI BZ-II-m-A-02432.08
Este situată la baza unei stânci piramidale aflate la aproximativ 3 km nord-vest de satul Nucu, pe versantul sudic al unei ramificații a Culmii Spătarului. Are hramul Sfântul Ioan Bogoslov și reprezintă cea mai impozantă și mai bine conservată dintre sihăstrii.
Prezența deasupra ușii de la intrare a simbolului paleocreștin ichtis, a condus la opinia existenței în acest loc a unei biserici paleocreștine,  după cum alte elemente arhitecturale plasează originea schitului în secolele XIII sau X. Prima atestare documentară este însă din 1587[A], iar ultima din 1733. Dispariția sa ca ansamblu monastic este legată tot de Războiul din 1735-1739, deși folosirea sa a continuat ca locuință până în prima jumătate a secolului XIX.

#### Schitul Fundătura
Are cod LMI BZ-II-m-A-02432.01
Are hramul Schimbarea la față și este situat în satul Nucu, la aproximativ 2 km nord de acesta, pe Culmea Spătarului. Mai există doar biserica - o singură sală săpată într-o stâncă izolată prăbușită de pe culme. Atestarea documentară (12 ianuarie 1679) plasează înființarea sa în prima jumătate a secolului XVI, iar dezafectarea sa s-a petrecut în 1864. În acest interval a funcționat ca schit atât de călugări (până în 1791 și după 1825) cât și de maici (1791-1825). Parte dintre urmele de lovituri cu dalta, par să indice o vechime mai mare decât perioada de propagare a creștinismului.
Aici și-ar fi găsit refugiu din calea năvălitorilor turci Sfânta Teodora de la Sihla. Mai recent în 1821, latifundiarul și judecătorul de la Buzău Nică Mușceleanu din Merei a murit aici, unde era retras cu alți băjenari fugiți din calea zaverei.

#### Schitul Porfirie
Este situat lângă satul Nucu, pe versantul sudic al unei ramificații din Culmea Spătarului la 250 m sub Fundătura și la
150 m de Dionisie Torcătorul. Schitul a fost într-un adăpost generat de prăbușirea unei stânci lângă peretele abrupt al extremității estice a culmii. Podeaua este din pământ. Din întreg ansamblul s-a păstrat doar o peșteră naturală (Fundul Peșterii cod LMI BZ-II-m-A-02432.03) modificată de om.
Dovezile arheologice indică mai multe perioade de locuire, epoca bronzului - Cultura Monteoru, Hallstadul târziu, iar ultima în secolele XVII-XVIII. Cercetări recente demonstrează că grota a început să fie folosită în scopuri culturale cu mare probabilitate în neoliticul târziu sau eneoliticul timpuriu. Prima mențiune documentară a apărut în 1639 și ultima în 1733, dar dovezile arheologice indică funcționarea sa pînă în secolul XVIII. Desenele reprezentând pumnalele de tip akinakes aparțin secolelor VI-IV î.e.n.

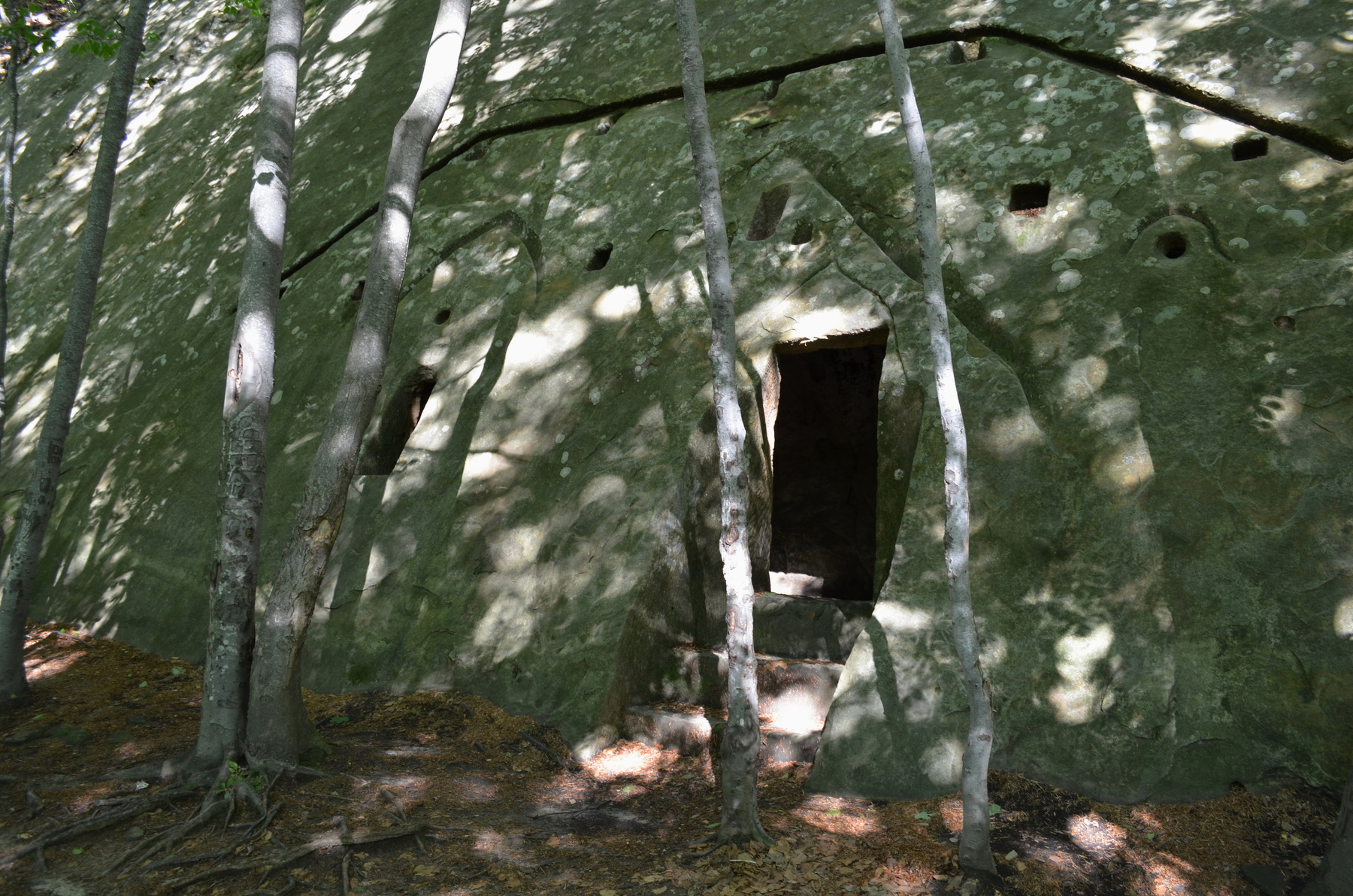
Bisericuța lui Iosif
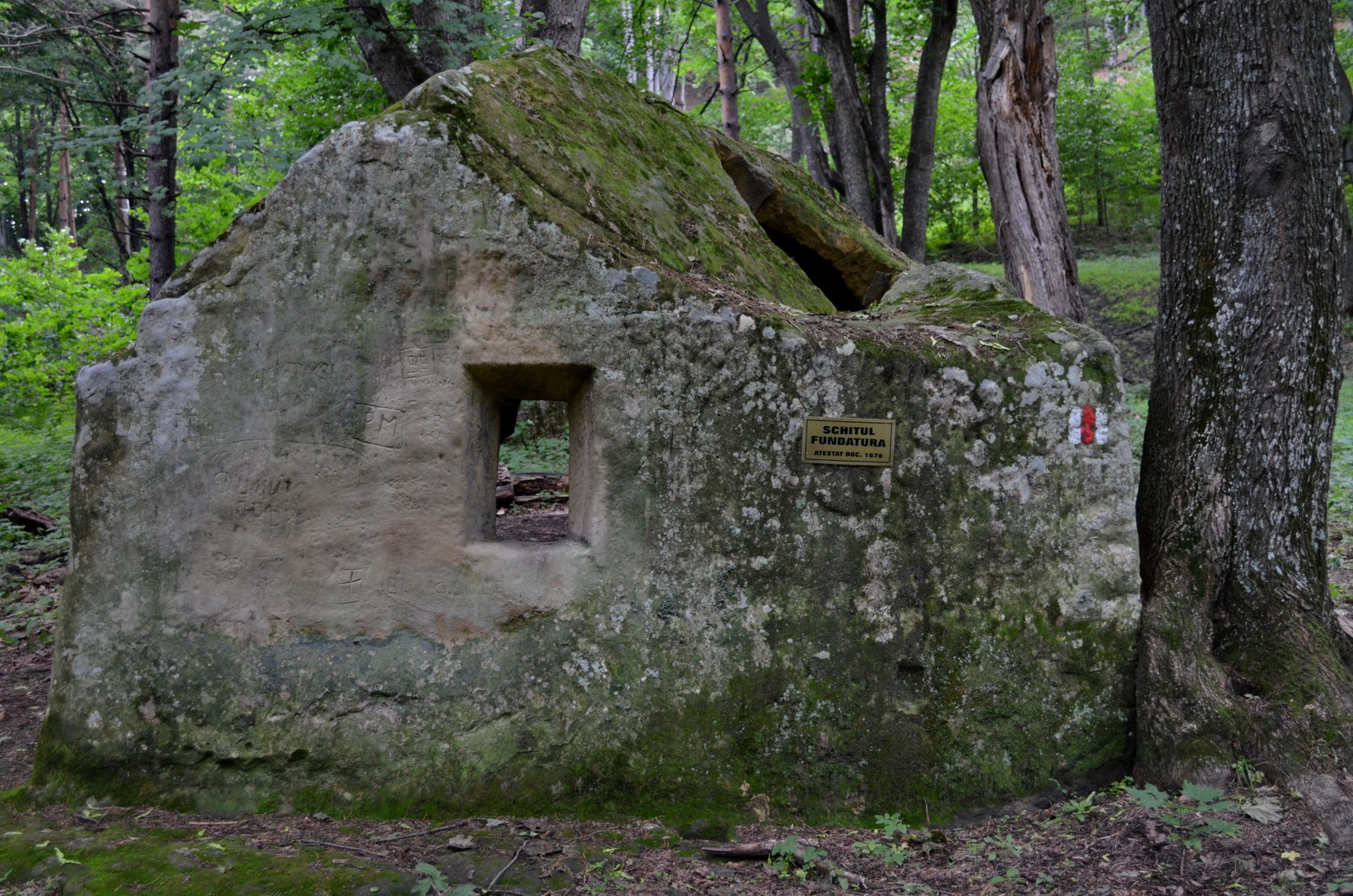
Fundătura
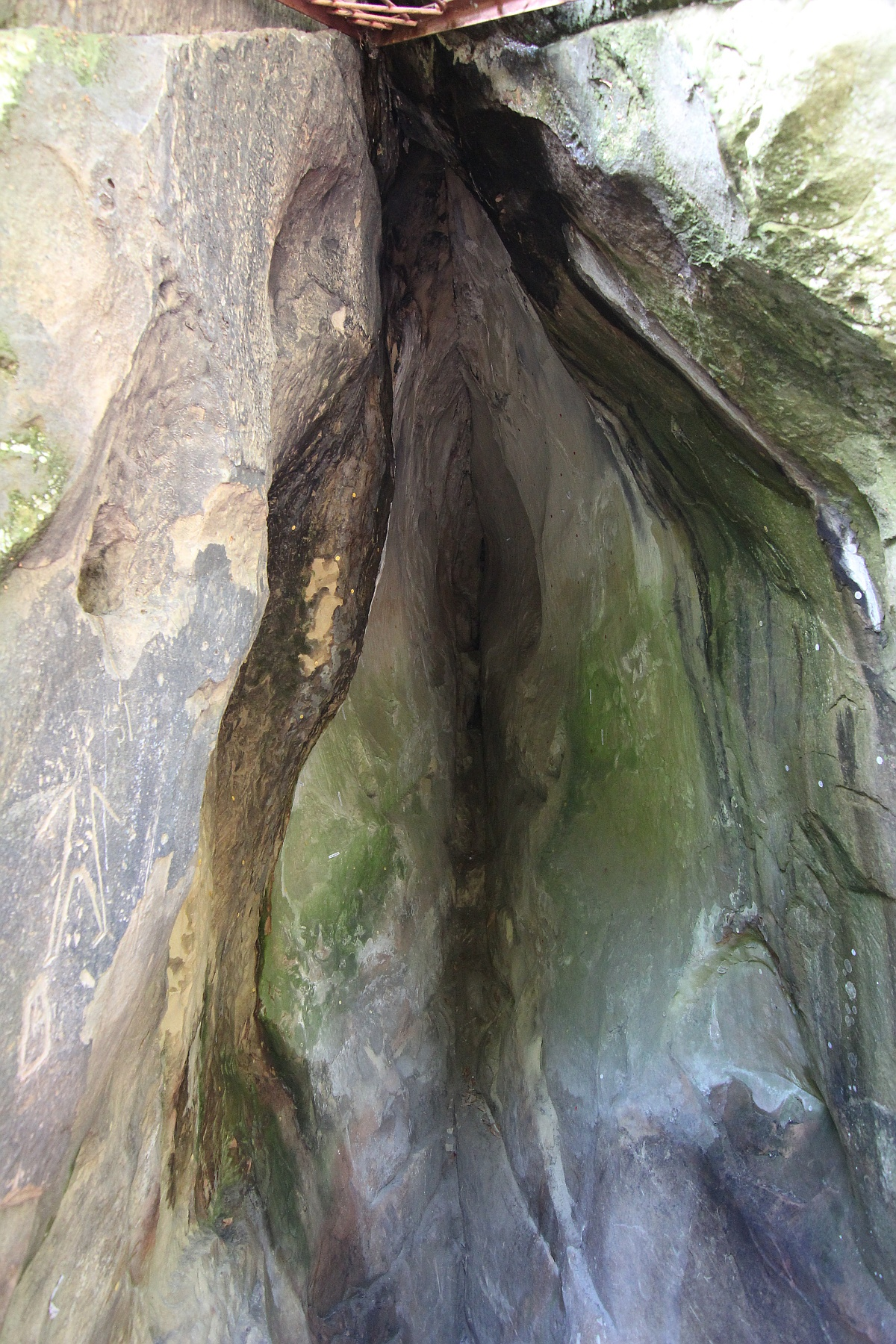
Fundul Peșterii

#### Schiturile rupestre Piatra Șoimului
Piatra Șoimului I are cod LMI BZ-II-m-A-02432.10 și II are cod LMI BZ-II-m-A-02432.12
Se află în arealul satului Nucu, activitatea desfășurând-se aici în secolele XVI-XIX.

#### Chilii izolate și alte peșteri antropice utilizate în scopuri religioase
- Bucătăria cod LMI BZ-II-m-A-02432.09

Localizarea se află pe versantul nord-vestic al culmii Crucea Spătarului la 7 km nord de satul Nucu, elementele de datare situând activitatea acesteia în secolele XVI-XVII. Este în ruină, peretele din față fiind prăbușit. Interiorul conține un altar. Numele provine de la stratul gros de funingine de pe tavan.
- Peștera lui Dionisie Torcătorul cod LMI BZ-II-m-A-02432.07

Numele îi vine de la pustnicul Dionisie din secolul XIX, care îndeletnicindu-se cu torsul, localnicii i-au adăugat cognomenul de Torcătorul. Este localizată într-un martor de eroziune numit Piatra Peșterii, sub culmea Crucea Spătarului, la 3 km de satul Nucu.
În încăperea situată la înălțime și dotată cu ferestre săpate în piatră, se ajunge pe o scară de lemn fixată în lăcașuri anume. Datată în secolele XVI-XVII după majoritatea elementelor, câteva inscripții indică posibila origine aflată în preistorie. Alte opinii bazate pe existența crucilor de tip Malta, a ferestrelor în arc frânt și a unei cruci cu raze o situează în secolele IV-V.
- Ghereta

Se află pe versantul de nord al culmii Piatra Șoimului, în peretele abrupt dinspre Valea Ruginoasa și la 7 km de satul Nucu, fiind datată în secolele XVI–XVII. Este în ruinădin cauza seismelor.
- Piatra Îngăurită (Arseniile) cod LMI BZ-II-m-A-02432.06

Este localizată pe culmea Arsenia aflată la 8 km nord-vest de satul Nucu. Elementele de datare o situează în secolele XVI-VII. Este parțial ruinată. Alte opinii (având ca argument incizarea crucilor de Malta), indică originea în secolele V-VI sau, extind originea în epoca dacică (având ca argument tehnica de folosire a daltei cu dinți fini). Se remarcă o lărgire ulterioară a spațiului interior. Pe peretele nordic s-a aflat un altar.
- Văgăuna I cod LMI BZ-II-m-A-02432.05 și II cod LMI BZ-II-m-A-02432.04

Se află în arealul satului Nucu, datarea situând activitatea desfășurată aici în intervalul secolelor XVI - XIX.

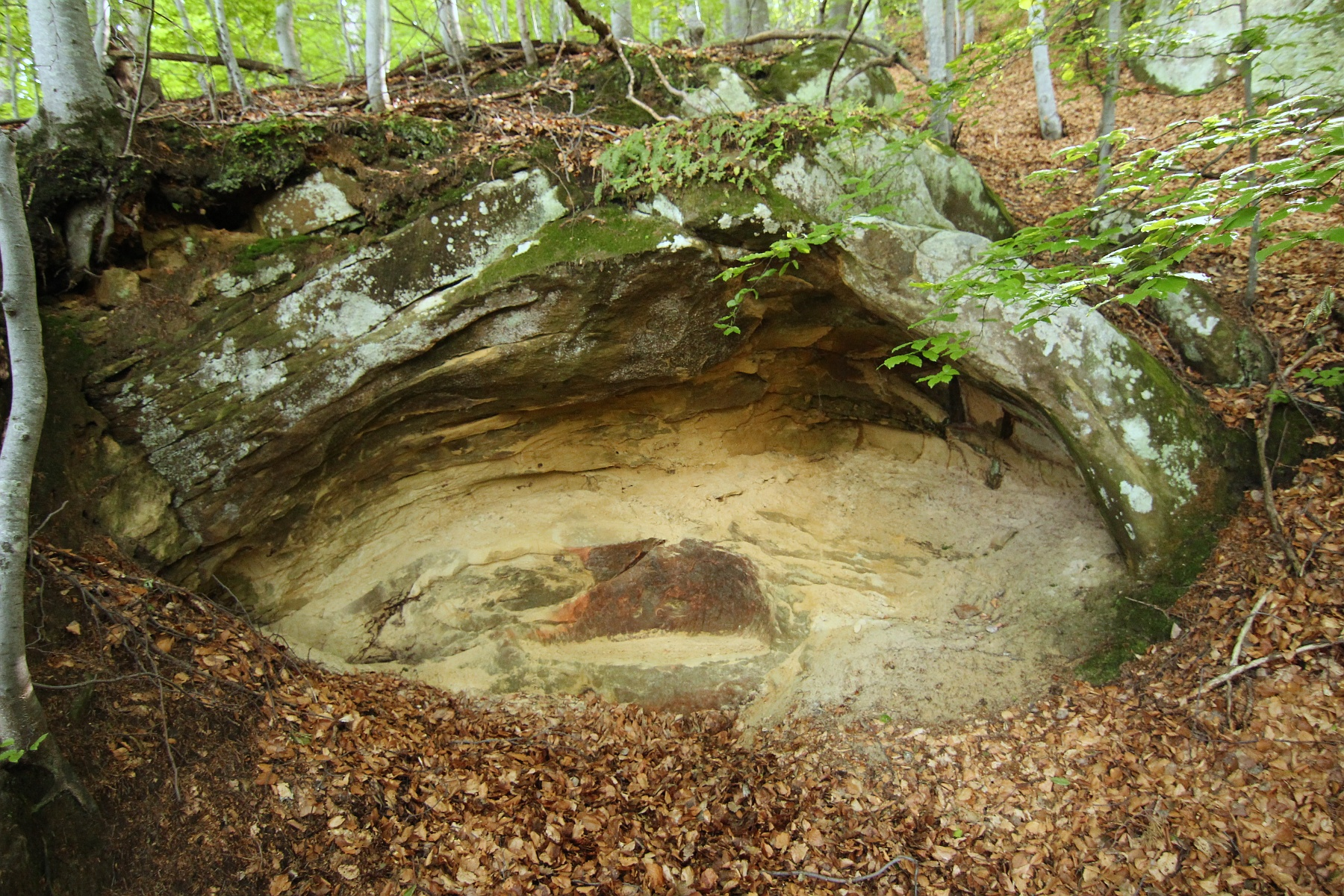
Bucătăria
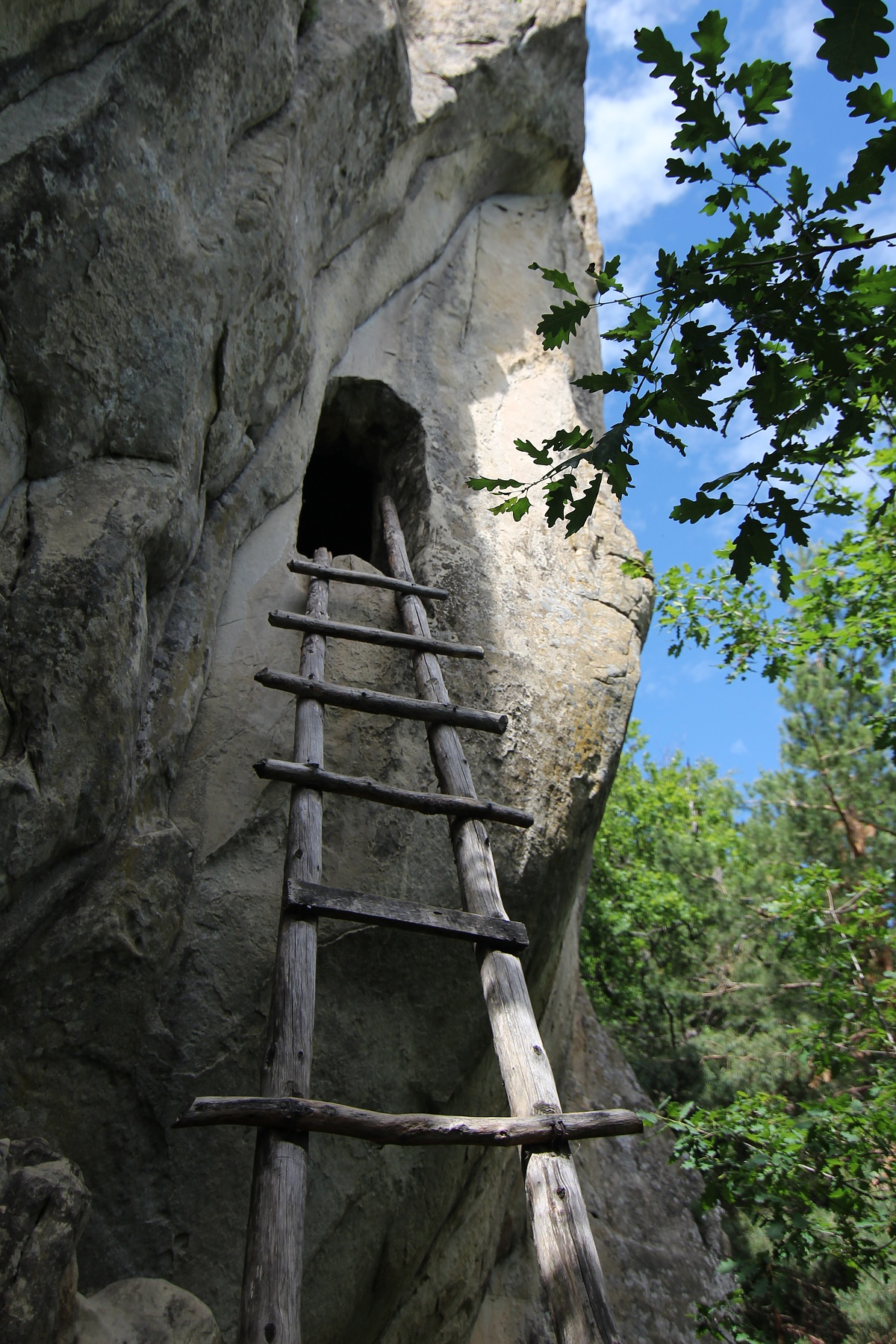
Peștera lui Dionisie Torcătorul
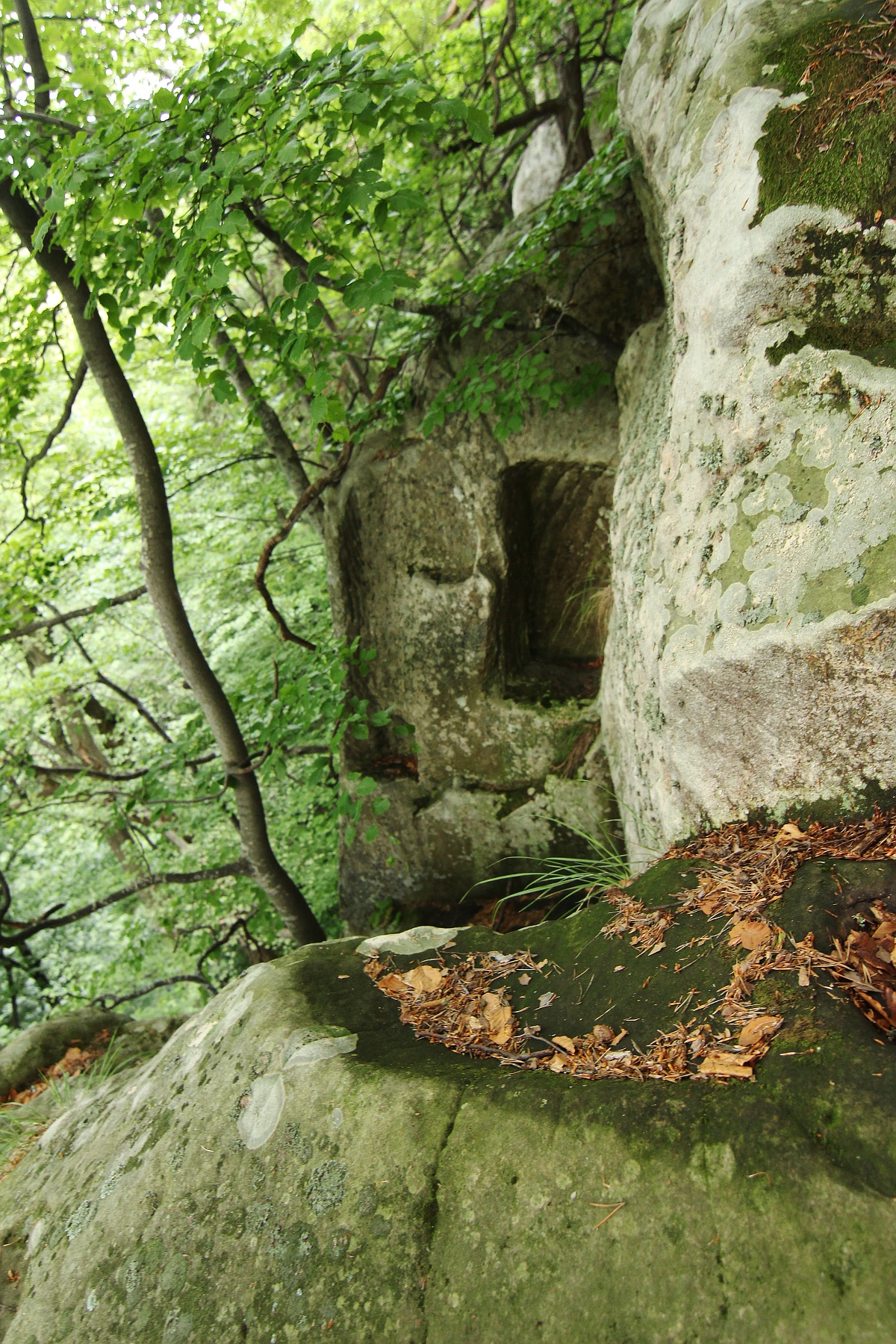
Ghereta
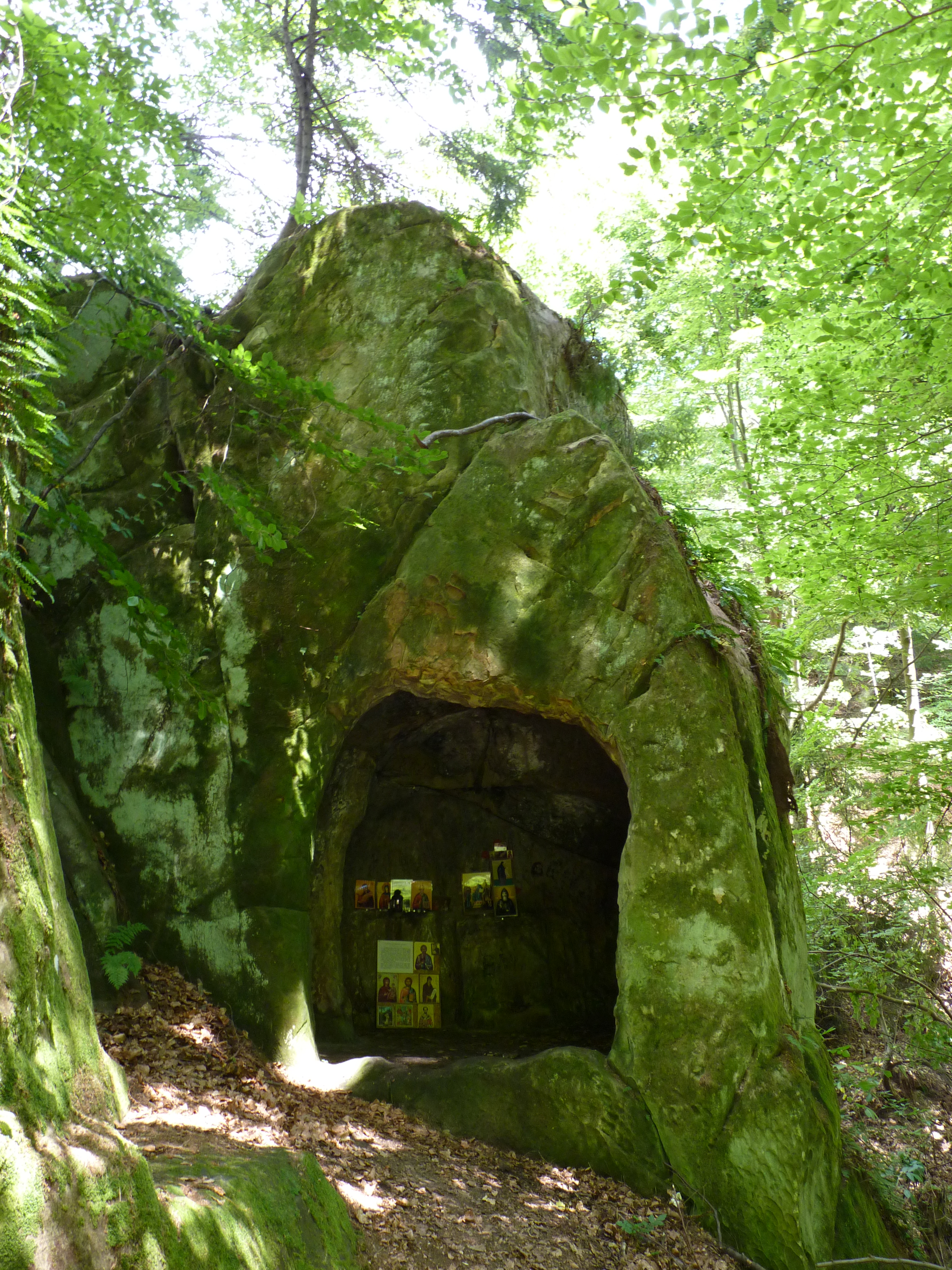
Piatra Îngăurită

Este posibil să mai fie și alte chilii rupestre încă neexplorate, cum este și peștera de la Brăești de pe culmea Hânsarului, aflată la câteva sute de m de Lacul Hânsaru.

### Brăești

#### Peștera Căsoaia
Se află în satul de reședință al comunei Brăești la 2 km nord-vest de acesta, pe malul drept al Bălănesei, pe partea vestică a Văii lui Șerb. Este compus dintr-o încăpere,o intrare înaltă și un etaj superior de tip galerie. Sunt elemente de datare pentru secolele XVI-XVII., precum și cruci de Malta inscripționate (caracteristice secolelor IV-VI).

#### Peștera de la Culmea Pietrei
Se află în arealul satului Ruginoasa din comuna Brăești la jumătatea distanței dintre Vîrful Vulturilor și punctul La Oale (marmite pe care pârâul Pârscovel le-a săpat în albia stâncoasă). În interior este fără elemente de datare, dar are în exterior o inscripție cu anul 1414.

#### Peștera Piatra Îngăurită (2)
Se află în arealul satului Ruginoasa din comuna Brăești la 1,5 km nord-est de acesta. Reprezintă o peșteră naturală adaptată de om. Sunt elemente de datare pentru secolele XVI-XVII.

#### Peștera Policiori
Se află în arealul satului Ruginoasa din comuna Brăești. Sunt două încăperi suprapuse, rezultate din adaptarea unei peșteri naturale. Sunt elemente de datare pentru secolele XVI-XVII.Aflându-se pe Culmea Ghiocii, local mai poartă denumirea de Piatra Ghiocii și este localizată pe malul drept al pârâului Pârscovelul la 30 m deasupra acestuia, în fața vechii școli.. Se regăsesc aici zeci de desene comparabile cu scrierea pictografică.

#### Peștera Ușa Pietrei
Se află în arealul satului Ruginoasa din comuna Brăești, la 200 de m deasupra satului.Sunt elemente de datare pentru secolele XVI-XVII..

### Cozieni - Pănătău - Nehoiu

#### Peștera Malul cu Gaură
Se află în arealul satului de Bălănești din comuna Cozieni, fiind de fapt o galerie care s-a prăbușit în 1950. Sunt elemente de datare pentru secolele XVI-XVII.

#### Peștera Vârful Cămăruței
Se afla în arealul satului Begu din comuna Pănătău la 2 km nord-vest de acesta, pe Vârful Cămării. Actual distrusă de cutremure, era reprezentată de o singură încăpere. Sunt elemente de datare pentru secolele XVI-XVII.

#### Peștera Înșelăției (Piatra Înșelăției)
Se află în arealul satului Nehoiașu din orașul Nehoiu între pârâul Siriu și lunca Pripor într-o fostă peșteră naturală amenajată, la 1,5 km de cătunul Jetu. Este obturată parțial și amenințată de prăbușiri. Sunt elemente de datare pentru secolele XVI-XVII.

#### Peștera Gaura Tătarilor
Se află în arealul satului Mlăjet din orașul Nehoiu. Ar fi avut inițial mai multe încăperi, dar acum este distrusă parțial de seisme. Sunt elemente de datare pentru secolele XVI-XVII. Originea este naturală, cu amenajări antropice ulterioare. Funcția ei a fost aceea de a a servi ca refugiu în vremuri de restriște.

## Controverse, dispute și neclarități

### Complexul rupestru și sintagma deAthos Românesc
Prezența unei multitudini de așezări rupestre într-un spațiu restrâns, a impus compararea acestei zone cu Muntele Athos, pentru zona în cauză folosindu-se și denumirea de "Athos Românesc". Comparația nu are susținere în realitate, acestă susținere fiind însă mai bună cu referire la Mănăstirea Frăsinei din Vâlcea (unde, la fel ca la Athos, femeile nu pot intra), sau cu referire la Munții Neamțului, unde este un mare număr de mânăstiri, schituri și chilii de sihaștri izolate, cu mare densitate.

### Complexul rupestru și originile paleocreștine
Aceste așezări rupestre par a fi fost locuite în mai multe perioade istorice. Deși indicațiile cronologice despre aceste întemeierea acestor așezăminte lipsesc, insuficiența informațiilor documentare și aspectul lor de multe ori straniu sau romantic au iscat o întreagă literatură ce a propus datarea lor în preistorie, dar mai ales în perioada de început a creștinismului în secolele III-IV. Argumente aduse de cei care coboară datarea lăcașurilor de cult creștine spre începutul primului mileniu se referă la existența crucilor de Malta cioplite pe pereți - specifice secolelor IV - VI, la elemente de factură gotică precum și la diferențele dintre tehnicile de dăltuire succesivă în piatră - folosirea dălților fine cu mai mulți dinți fiind similară procedeelor identificate la Sarmizegetusa Regia și Șinca Veche.. Asemenea tehnică de cioplire se evidențiază la Aluniș, Agatonul Nou, Piatra Îngăurită și Fundătura. De asemeni alte indicii cum ar fi apariția simbolului ichtys (peștele paleocreștin) și a altor simboluri sau reprezentări grafice pe pereți, sugerează aceeași ipoteză. Este de menționat că Pavel Chihaia postulând existența medievală a schiturilor în perioada iradierii isihaste de la Kilifarevo (1346-1371), a scos în evidență faptul că toponimele locale relevă că funcția lor de cult este mult mai veche. Bălan la rândul lui a susținut că apariția vieții monahale în nordul Buzăului ar fi avut loc în secolele IV-VII, pe fondul distrugerii în secolul al VII-lea a celor mai multe orașe și mănăstiri dobrogene de către slavi (act care ar fi forțat călugării să se refugieze în Munții Buzăului).
Alte speculații leagă denumiri geografice locale precum cele care conțin particole ca Martiri sau Cecilia fie de perioada persecuțiilor anticreștine gotice din secolul al IV-lea, fie de o degradare a numelui Cilicia din Asia Mică, zonă în care sihăstriile rupestre erau deosebit de răspândite și de unde au venit la nord de Dunăre misionari și călugări.

### Complexul rupestru și misionarii audieni
O teorie cu susținere incertă vehiculează ideea că în zona Buzăului ar fi acționat misionarul Audius – întemeietorul sectei Audienilor. Exilat fiind de împăratul Constantin al II-lea în părțile Scythyei Minor, conform Sfântului Epifanie, urmat de adepții săi a trecut și la nord de Dunăre „în părțile cele mai dinăuntru ale Gothiei”. Deși actual nu se cunoaște unde au predicat și au întemeiat mănăstiri dincolo de Dunăre Audius și ucenicii săi, localizarea (în continuare controversată) a Gothiei în estul Munteniei și sudul Moldovei este un argument pentru întemeierea de așezăminte monahale înspre zonele montane relativ ferite de populațiile migratoare.
Ilie Mândricel și Victor Bortaș, preluând opiniile lui Vasile Drăguț, au sugerat că unele așezări precum Ghereta și Ușa Pietrei (unde lipsesc elemente certe de datare în acest sens), alături de Peștera lui Dionisie Torcătorul au unele caractere care le recomandă drept altare de rugăciune audiene. Afirmațiile se corelează cu afirmațiile lui Drâmbocianu, care a datat prin analogie Peștera lui Dionisie și a insistat că excavarea sale a avut loc între secolele III-VI, cu toate că veridicitatea acestei datări este pusă la îndoială.

### Complexul rupestru și relația cu sanctuarele dacice
Există opinia susținută pe moment de către unii dintre cercetătorii locali precum Prof. Dumitru Nica sau Diana-Liana Gavrilăcă unele dintre aceste situri au servit drept sanctuare dacice, cum ar fi cel situat deasupra bisericii de la Aluniș.

### Artefacte cu datare și semnificație incerte
- „Scaunul lui Dumnezeu”: Numit astfel, este de fapt un jilț cioplit în piatră situat în vârful stâncii, deasupra bisericii de la Aluniș. Baza plană de gresie pe care este situat poartă amprenta a 7 urme săpate în piatră. Oferă prilejul unei panorame asupra zonei.[95]
- „Starostele”: Este un megalit de formă reptiliană situat la cumpăna dintre complexele Aluniș și Nucu, inscripționat cu simboluri pictografice.[96]
- Phallusul: Se află la mică distanță de grota Fundul Peșterii (cu aspect de fantă vulvară). Este socotit drept un artefact cioplit în piatră, legat de cultul fertilității.[74]
- „Scaunele lui Negru Vodă”: Sunt cavități săpate într-o stâncă piramidală aflată tot lângă Fundul Peșterii. Tradiția orală le asociază cu primul divan domnesc ținut de miticul Negru Vodă.[97]
- Menhirul de pe Țurțudui: Reprezintă un artefact megalitic gravat cu inscripții nedescifrate și, situat pe vârful Țurțudui,[98] un vârf piramidal de 1024 m.[77]
- Piatra cu semne: este un bolovan pe care se află reunite semne care închipuie brânca-ursului, copite de cerb, de porc mistreț, urme de lup, vulpe și alte viețuitoare ale pădurii, cu rol incert (unele ipoteze atribuindu-i fie un rol de altar idolatru, fie de material didactic pentru instruire).[62]

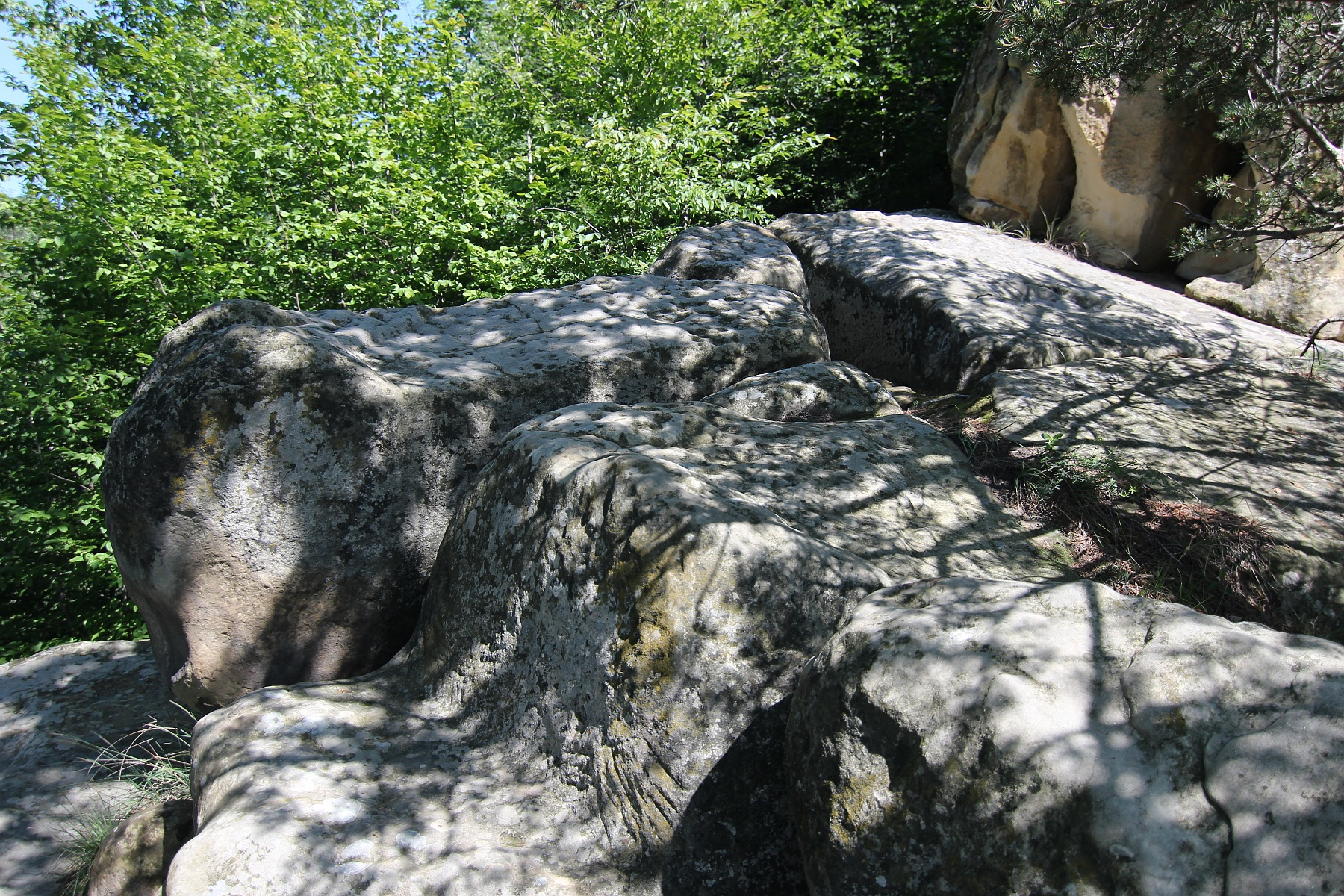
„Scaunul lui Dumnezeu”
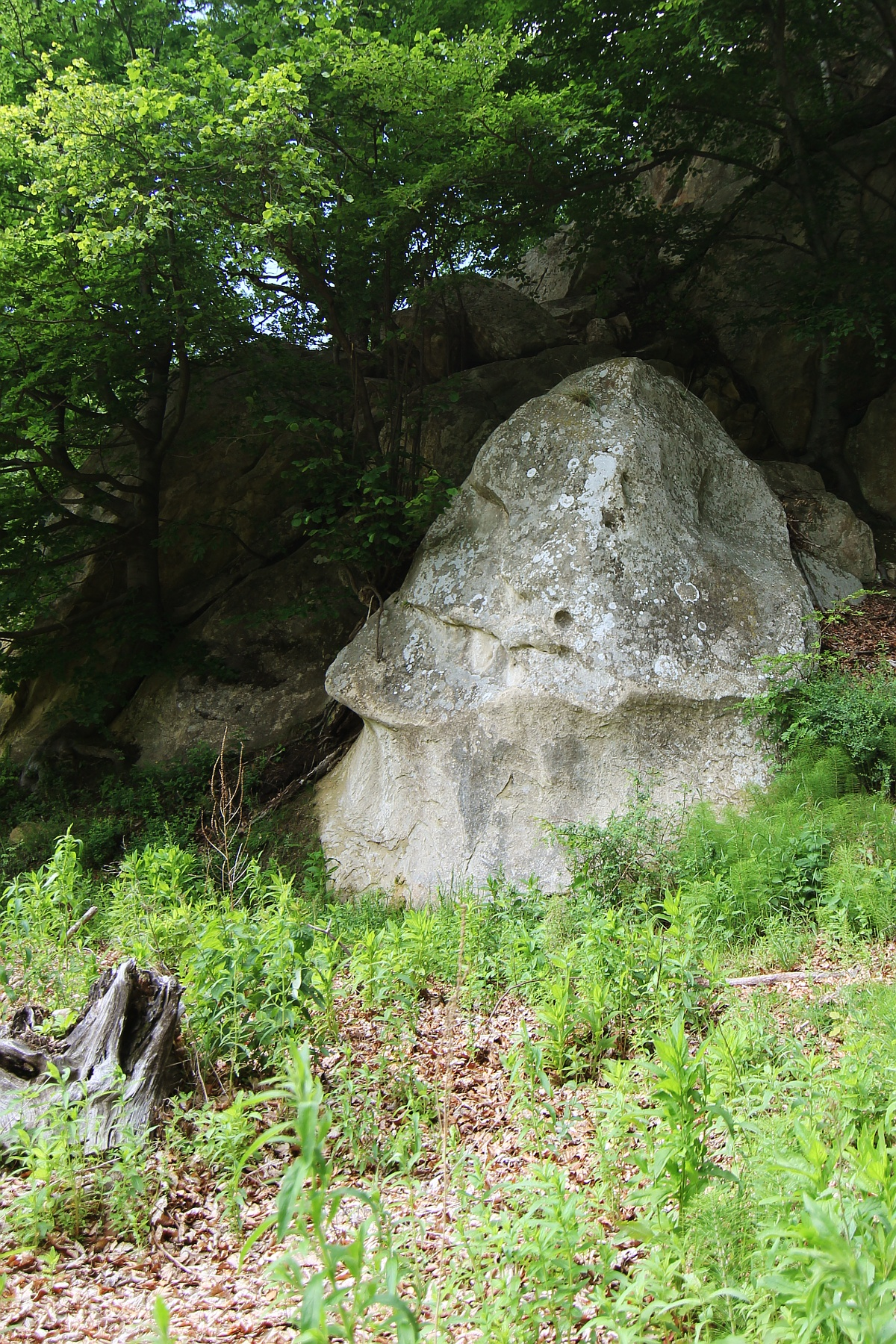
„Phallusul”
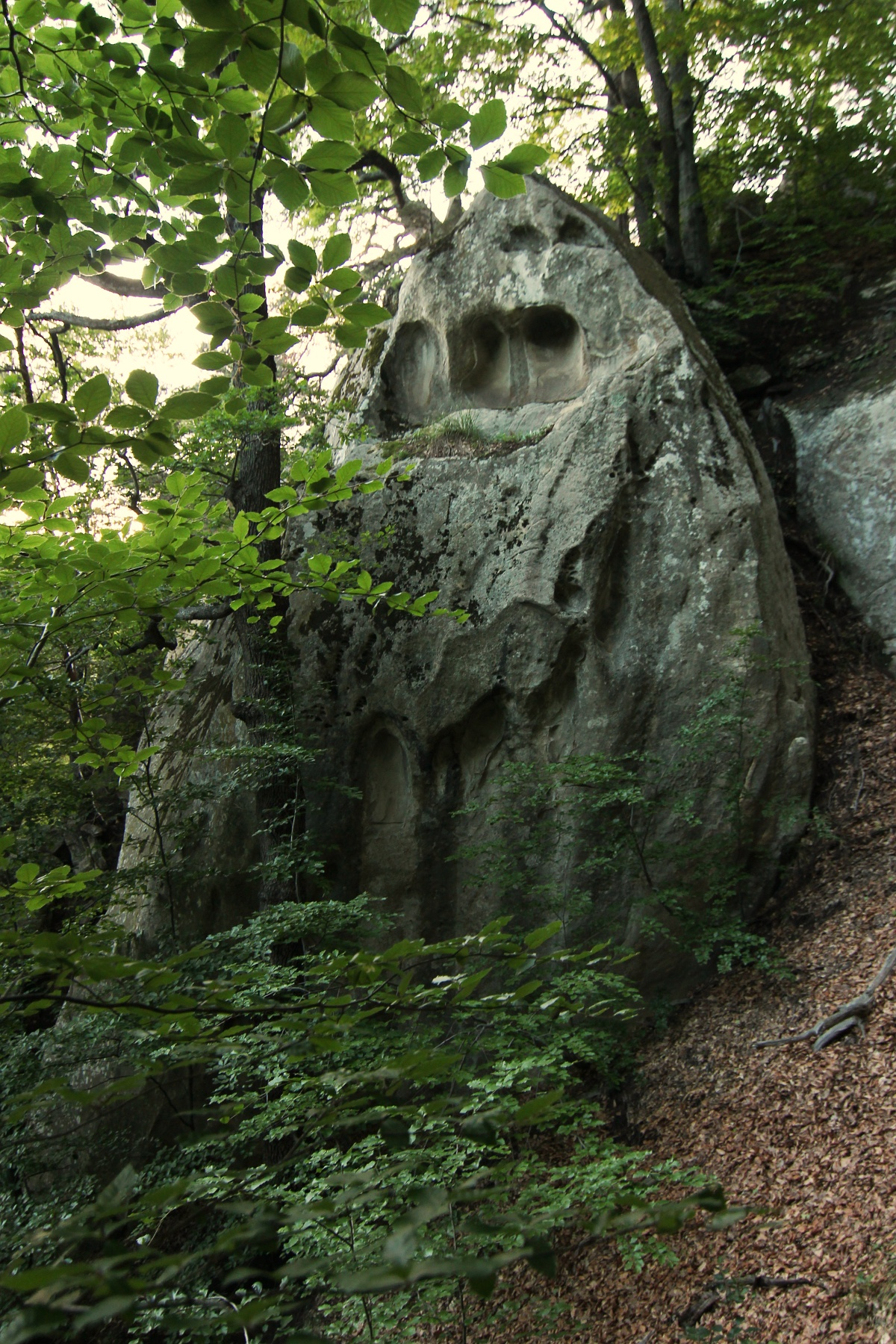
„Scaunele lui Negru Vodă”

### Direcții de cercetare în viitor
Arealul Ivănețului reprezintă unul dintre cele două nuclee principale de aglomerare a așezărilor monahale din Subcarpații Buzăului, cu origine în secolele XV-XIX. Deși condițiile propice monahismului sunt din punct de vedere fizico-geografic cel puțin la fel de favorabile și către nord-estul acestui pinten paleogen, totuși respectivul nucleu monahal este localizat doar într-o anumită zonă a Ivănețului.
În cadrul Subcarpaților Buzăului, densitatea toponimelor specifice asociate unor astfel de așezări, este aici cea mai mare. Este demn de remarcat însă că această densitate are valori mari nu numai în zona sa centrală dintre vârfurile Zboiu și Arsenia unde se află Complexul rupestru Nucu, ci și în cea nordică, Vinele Calde – Războiu. Anvergura vieții monahale în această zonă nu este încă pe deplin cunoscută, existând aglomerări de toponime  specifice în locuri unde încă nu au fost identificate așezăminte monahale. Așa cum rezultă dintr-o analiză a toponimiei în raport cu lăcașurile monahale făcută de Cezar Buterez în anul 2015, o eventuală căutare a altor lăcașuri este necesar să ia în considerație zona care include Complexul rupestru Ruginoasa, precum și culmile de la nord și nord-est de acesta, spre Goidești. Un al doilea areal în care toponimia ar putea să indice o fostă activitate monahală, actual încă necunoscută, se află în jurul satului numit Chiliile, suprapus peste ceea ce localnicii numesc Dealurile Trestioarei.

## Potențial turistic
Așezămintele rupestre sunt accesibile pe jos sau cu calul, ajungerea la obiective necesitând o rezervă semnificativă de timp. Arealul este sălbatic și vast, adesea marcajele și hărțile dovedindu-se inutilizabile. GPS - ul oferă puțin ajutor iar telefonia mobilă nu acoperă decât zonele de culme. Există câteva persoane care pot face serviciul de călăuză, dar nu este clar în ce condiții. În cea mai mare parte lipsesc traseele turistice marcate și omologate, însemnările, indicatoarele și promovarea profesională a acestor locuri. Pentru a ajunge, de exemplu, la peștera lui Dionisie Torcătorul, precum și la alte obiective din arealul Alunișului, turiștii trebuie să treacă prin curtea unor săteni, fără a beneficia însă de vreun semn turistic adecvat, după care să se ghideze.

### Acces

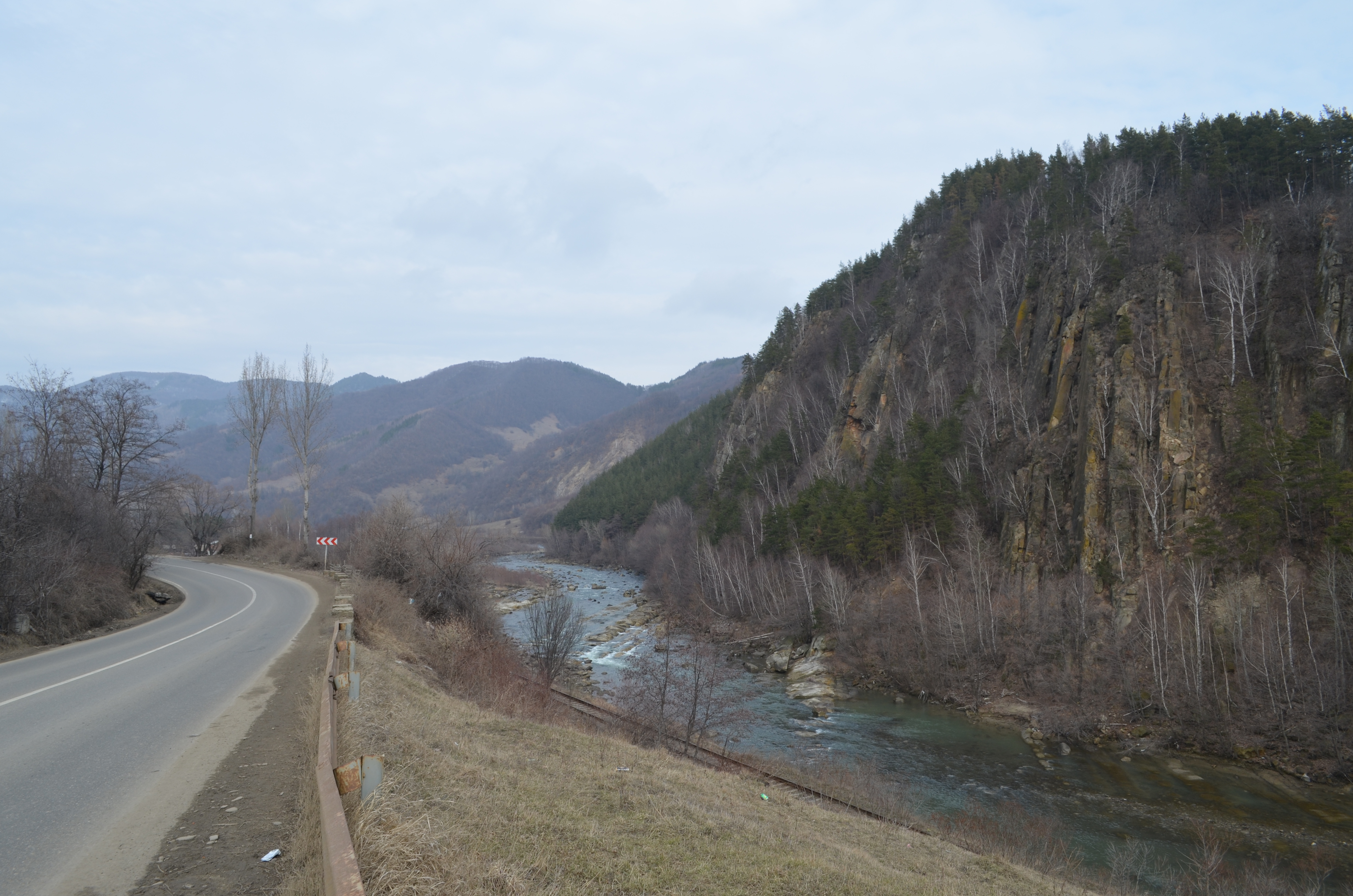
DN10 pe segmentul Buzău - Nehoiu.

În arealul Bozioru (Nucu) - Brăești (Ruginoasa) - Colți (Aluniș) se ajunge folosind DN10 Buzău-Brașov.
Pentru Bozioru și Brăești, în localitatea Măgura se trece pe stânga Buzăului pe firul Bălănesei în amonte, pe drumul județean DJ 203L, aflat într-o stare accentuată de degradare (datorate alunecărilor de teren și viiturilor ce spală versanții văii). Panta este destul de accentuată, până la intersecția cu DC 86 (care duce spre Nucu), în prima parte a traseului. Un indicator către peșterile rupestre aflat în comuna Bozioru, indică distanța de 10 km și un timp de mers pe jos de 2-3 ore. Traseul (marcat pană la peșteri cu banda roșie verticală în pătrat alb), continuă din satul Fișici pe DC85 (neasfaltat și cu porțiuni dificile din cauza degradării accentuate), coborându-se coboară pana la fostul complex turistic balnear Fișici urcându-se din nou relativ abrupt până la ieșirea din satul Găvanele spre satul Nucu. În Nucu platforma drumului devine accesibilă doar mașinilor de teren puternice. Aici în arealul satului Nucu există doar 2 zone cu peșteri rupestre relativ accesibile, spre celelalte (dispersate în pădurile din zonă), traseul nefiind marcat și puțin cunoscut.. Accesul la ansamblul rupestru este mult ușurat de folosirea unui ghid local. Traseul din zona Nucu–Bozioru are o lungime de aproximativ 14 km și durată de 7-8 ore, cu pauze normale și necesită purtarea unui echipament de munte.
Pentru Brăești se continuă de la Bozioru pe DJ 203L, spre Ruginoasa accesându-se drumul comunal din satul de reședință al comunei.
Pentru Colți se trece pe stânga Buzăului la Pătârlagele, de unde pe Valea Sibiciului se continuă în amonte pe DC 69. De aici spre Aluniș se merge pe DC 71.
Tot DN 10 Buzău-Brașov oferă acces spre siturile rupestre de pe stânga Buzăului de la Cozieni (prin derivația DJ 203L, cu acces prin Pârscov) Pănătău și Sibiciu (DC 68 prin Pătârlagele), Mlăjet (DC 72 prin Chirilești) și Nehoiu. La Cătina se ajunge trecând pe dreapta Buzăului de la Gura Bâscei pe DJ 102B și apoi DJ 102L.

### Alte obiective turistice de vecinătate

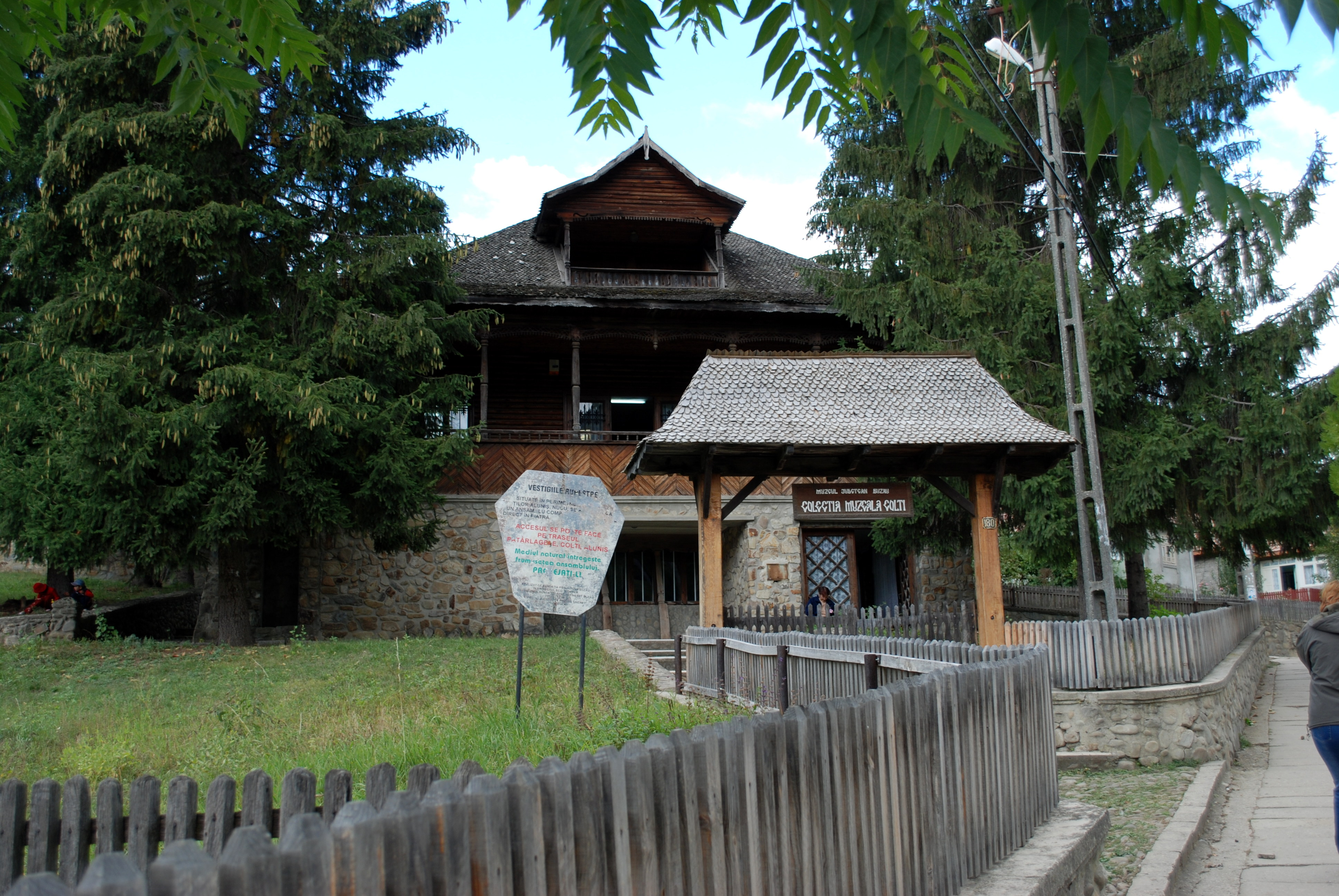
Muzeul Chihlimbarului din satul Colți

- Muzeul Chihlimbarului de la Colți, unde se află „Colecția de chihlimbar Colți”.[109]
- Trovanții (Pietrele vii, sau Babele) de la Ulmet, comuna Bozioru.[110]
- Complexul balnear Fișici, Poiana Cozanei, Tihăria, Pipetenele, Lacul Hânsaru, Lacul Mistreților
- Cascada „Săritoarea” de la Brătilești ,comuna Brăești.[84]
- Alte peșteri antropice cu funcție laică sau necunoscută:

- Peștera de la Vârful lui Dragomir: Numită și Gura Tătarilor, este situată pe latura sudică a Zboiului (1114 m) în inima Vârfului lui Dragomir - la 3 km de satul Colți pe drumul Câlnăianului în punctul Lupoaia, fiind o galerie naturală adaptată de om, care străbate muntele de la vârf către bază și de la nord la sud. Ar fi servit drept loc de refugiu în vremea năvălirilor. Intrarea principală (sudică) s-a prăbușit în urma inundațiilor din 1975, accesul nordic fiind limitat după 40 m de alte prăbușiri.

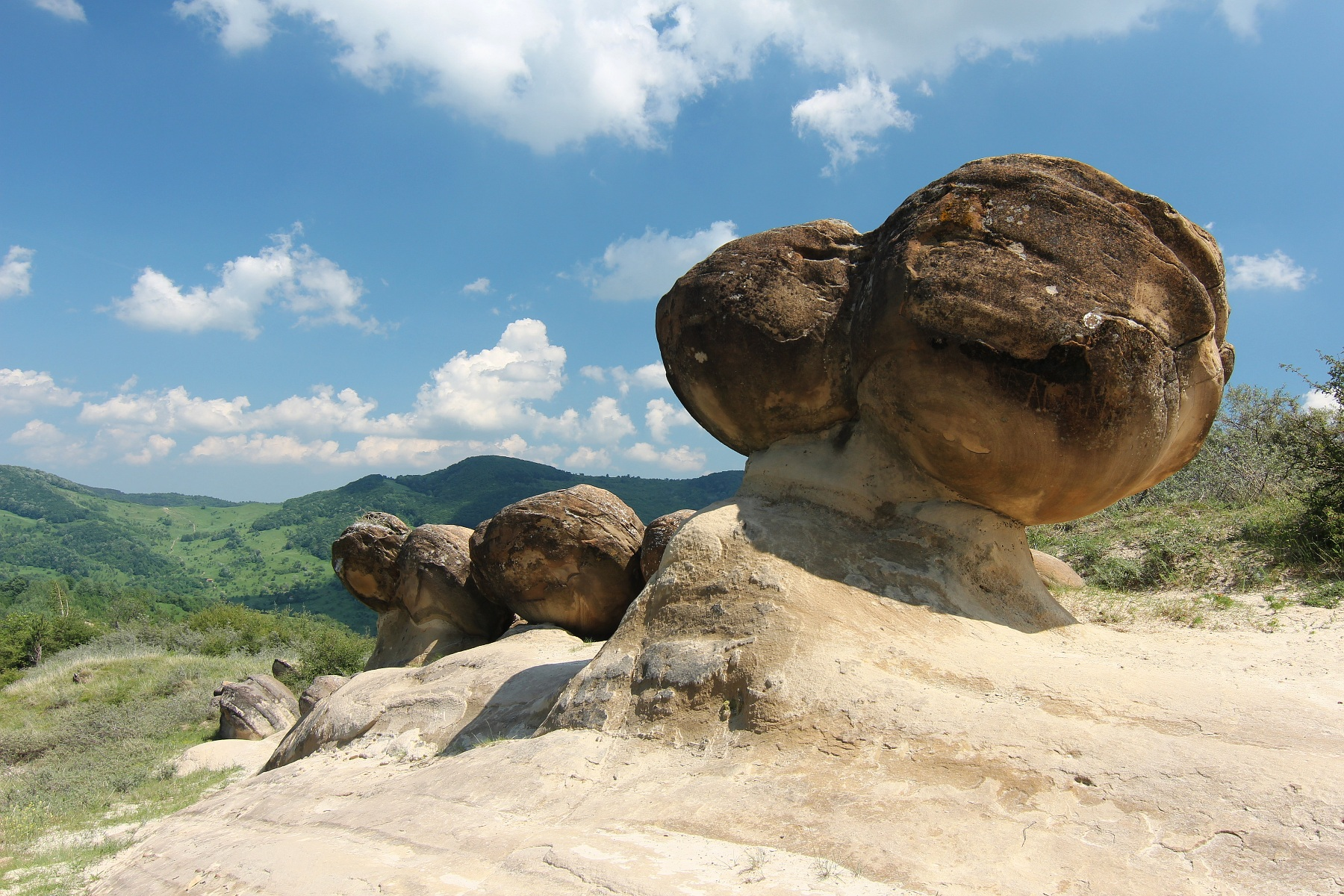
Trovant la Ulmet

- Peștera Casa Hoților: A fost distrusă odată cu construcția șoselei Sărata-Monteoru - Haleș. Era compusă dintr-un coridor și trei camere situate în arealul satului Nenciulești din comuna Merei în culmea Piatra Hoților, în locul numit Fântâna Româneștilor. Datarea - presupusă a aparține secolelor XVI-XVII este incertă.
- Piatra Rotăriei (Firida de la Piatra Rotăriei): Este situată în arealul satului de reședință al comunei Cătina la 2 km nord-vest de sat, pe malul stâng al pârâului Stemnic. Douăsprezece trepte săpatate în piatră conduc la o platformă de piatră circulară situată mai sus de firul apei la circa 20 de m. La bază se află un adăpost săpat în stâncă. Datarea - presupusă a aparține secolelor XVI-XVII este incertă. La nivelul platformei se găsesc scobituri adânci și șanțuri, ceea ce induce opinia că situl reprezintă de fapt un altar de jertfă.

### Literatură suplimentară
- Bălan, Ioanichie (Ier.); Vetre de sihăstrie românească, secolele IV-XX; Editura Institutului Biblic și de Misiune al Bisericii Ortodoxe Române; București; 1982
- Constantinescu, Eugen-Marius; Buzău. Mică enciclopedie istorică; Muzeul Județean Buzău; Editura Mousaios; Buzău; 2000; ISBN 978-973-668-298-8
- Cocora, Gabriel (Pr.); Mănăstiri din Eparhia Buzaului vetre de cultură și trăire românească; Editura Episcopiei Buzăului; Buzău; 1986
- Iorgulescu, Bazil; Dicționar geografic, statistic, economic și istoric al județului Buzău; Stab. grafic I.V. Socecŭ; București; 1892 (Ediția a II-a Editura Alpha MDN; Buzău; 2005)
- Lupu, Emil;  Ctitorii și ctitori la curbura Carpaților în veacurile XIV-XVIII; Institutul de Arheologie al Academiei Române, Filiala Iași; Editura Doxologia; Iași; 2012; ISBN 978-606-827-836-0, accesat la 02.04.2012
- Mândricel, Ilie; Bortaș, Victor; Vestigii rupestre și alte locuri magice din Munții Buzăului; Editura Victor B Victor; 2009; ISBN 978-973-88181-7-0
- Plămădeală, Antonie (Pr. Dr., coord.); Spiritualitate și istorie la întorsura Carpaților, Vol. 1 și 2; Editura Episcopiei Buzăului; 1983
- Ștefan, Corneliu  (Coord.); Vestigiile Rupestre din Munții Buzăului; Arhivele Statului Buzău; Buzău; 1980
- Sirbu, Valeriu; Matei, Sebastian; Un monument din Carpații Orientali cu reprezentări din Preistorie și Evul Mediu. Nucu - „Fundu Peșterii”, județul Buzău;  Editura Istros; Braila; 2012; ISBN 978-606-654-024-7

Controverse
- Densușianu, Nicolae;  Dacia preistorică, 1 & Partea a II-a Arhivat în 26 iunie 2013, la Wayback Machine.; Institutul de Arte Grafice „CAROL OÖBL”; București; 1913
- Tonciulescu, Paul Lazăr;  Delcea, Eugen; Secretele Terrei, Istoria începe în Carpați; Editura Obiectiv; Craiova; 2001
- Tonciulescu, Paul Lazăr; De la Țara Luanei la Ieud; Editura Miracol; București; 1998
- Tonciulescu, Paul Lazăr; De la Tărtăria la Țara Luanei; Editura Miracol; București; 1996